# Ходорковский, Михаил Борисович
Михаи́л Бори́сович Ходорко́вский (род. 26 июня 1963, Москва) — российский общественный и политический деятель, предприниматель, публицист. Один из самых богатых россиян начала 2000-х годов.
В советские годы был активным деятелем Комсомола. С началом Перестройки начал заниматься различным бизнесом, в том числе связанным с импортом и сбытом компьютеров. С 1989 года — председатель правления созданного им банка «Менатеп». В 1995—2003 годах был совладельцем и главой нефтяной компании «ЮКОС».
Арестован российскими властями по обвинению в хищениях и неуплате налогов 25 октября 2003 года. На момент ареста был одним из богатейших людей в мире, его состояние оценивалось в 15 млрд долларов. В 2005 году был признан российским судом виновным в мошенничестве и других преступлениях. Компания «ЮКОС» подверглась процедуре банкротства. В 2010—2011 годах по новым обвинениям был приговорён к 14 годам колонии; с учётом последующих обжалований общий срок, назначенный судом, составил 10 лет и 10 месяцев, фактически отбытый срок — 10 лет и 2 месяца, так как в декабре 2013 года Ходорковский был помилован президентом Путиным.
Процессы над Ходорковским получили противоречивую оценку со стороны российской и международной общественности: одни считают его справедливо осуждённым, другие — узником совести, преследуемым по политическим мотивам.
Amnesty International присвоила Ходорковскому и его коллеге Платону Лебедеву статус «узников совести». Европейский суд по правам человека (ЕСПЧ) в своём решении, вынесенном в мае 2011 года, усмотрел процедурные нарушения при аресте, установил факты унижения человеческого достоинства при содержании под стражей в ходе предварительного и судебного следствия, рассмотрении жалоб на содержание под стражей. При этом ЕСПЧ счёл, что неопровержимых доказательств политической мотивации властей в уголовном преследовании Ходорковского представлено не было. В 2020 году ЕСПЧ постановил, что Ходорковский и Лебедев были осуждены за деяния, которые не являлись преступлением, но не признал процесс политически мотивированным.
12 ноября 2013 года Ходорковский, проведя в заключении более 10 лет и не признав своей вины, направил президенту РФ прошение о помиловании в связи с семейными обстоятельствами.
10 декабря 2013 года в прессе появилась информация, что новым, третьим по счёту, делом Ходорковского занимается Следственный департамент МВД РФ.
19 декабря 2013 года Владимир Путин на ежегодной пресс-конференции в ЦМТ заявил, что Ходорковский, согласно его прошению, в ближайшее время будет помилован. На следующее утро, 20 декабря, Путин подписал указ о помиловании, освободив его от отбывания наказания. В тот же день Ходорковского вывезли из колонии в Карелии в Санкт-Петербургский аэропорт, а дальше — немецким самолётом в Берлин.
Обретя свободу, Ходорковский первоначально заявил, что планирует сконцентрироваться на общественной, правозащитной деятельности и не собирается заниматься российской политикой. Однако 20 сентября 2014 года из Парижа впервые заявил о своих президентских амбициях — с целью проведения конституционной реформы в России.
7 декабря 2015 года стало известно, что Следственным комитетом России Ходорковскому заочно предъявлено обвинение по уголовному делу об убийстве мэра Нефтеюганска Владимира Петухова, совершённом в 1998 году. Ходорковский объявлен российскими правоохранительными органами в международный розыск, однако их запрос Интерпол отклонил().
После освобождения поселился с семьёй в Швейцарии, где получил вид на жительство. В Женеве на имя Ходорковского зарегистрировано несколько компаний. По данным на 2016 год, постоянно живёт в Лондоне. На 2021 год Forbes оценивает его состояние в 600 млн долларов.

## Детство
Михаил Борисович Ходорковский родился 26 июня 1963 года в Москве в семье Бориса Моисеевича (род. 3 августа 1933) и Марины Филипповны (в девичестве Непомнящей, 13 сентября 1934 — 3 августа 2014) Ходорковских. Имеет еврейские (по отцу) и русские (по матери) корни.
Прадед Ходорковского по материнской линии был предпринимателем, владевшим заводом, который был национализирован после Революции.
Дед Ходорковского по отцовской линии, Моисей Шамович, родился в 1905 году в местечке Белиловка Житомирской области; в 1941 году пропал без вести в боях под Москвой. Бабушка — Черня Абрамовна (в девичестве Ягнетинская) — родилась в 1910 году в местечке Ружин Житомирской области; умерла в 1979 году в Москве.
Предки Ходорковского по отцу похоронены на Востряковском кладбище в Москве: прабабушка — Эмя Иосиповна Ягнетинская (1887—1937), её старшая дочь Берта Абрамовна Ягнетинская (1907—1978), два её сына Иосиф Абрамович (1909—1976) и Давид Абрамович (1911—1968). В 1918—1921 годах все они пережили страшные еврейские погромы, волна которых прошла по Украине и югу России во время Гражданской войны.
Мать и отец всю жизнь проработали на московском заводе «Калибр», выпускавшем точную измерительную аппаратуру. Мать работала инженером-технологом, а отец — конструктором станко-инструментального производства. До 1971 года семья жила в коммунальной квартире, затем появилось отдельное жильё.
Окончил школу № 277, на базе которой в начале 1990-х образовалась гимназия № 1503. Увлекался химией и математикой.

## Карьера

### Московский химико-технологический институт (1981—1986)
В 1981 году Михаил поступил в Московский химико-технологический институт имени Д. И. Менделеева (МХТИ) на инженерный химико-технологический факультет.
Параллельно с учёбой в институте работал плотником в жилищно-строительном кооперативе «Эталон», чтобы обеспечивать себя самому. Это не мешало ему хорошо учиться — все годы, проведённые в институте, он был лучшим студентом курса. Во время учёбы Михаил женился на однокурснице Елене Добровольской и в 1985 году у них родился сын Павел.
В 1986 году окончил с отличием МХТИ, получив диплом по специальности «инженер-технолог». Работал под руководством Александра Фогельзанга, но в аспирантуру, по воспоминаниям проректора МХТИ Виктора Жилина, не был приглашён из-за неспособности к работе в экспериментальной химии.
Работал заместителем секретаря комитета ВЛКСМ МХТИ. Давал КГБ СССР подписку о том, что уведомлен об опасности разглашения государственной тайны, при этом самому Ходорковскому «сложно сказать, являлось ли это в их представлении вербовкой».

### Центр НТТМ (1986—1988)
В 1987 году, когда с началом перестройки в СССР были разрешены некоторые формы частного предпринимательства, Ходорковский с товарищами использовали свои комсомольские связи для создания на основе Фонда молодёжной инициативы Межотраслевого центра научно-технического творчества молодёжи (НТТМ) при Фрунзенском райкоме ВЛКСМ под эгидой ЦК ВЛКСМ в рамках развития научно-технического творчества молодёжи. Тем самым Ходорковский проводил в жизнь очередное постановление Коммунистической партии — о центрах научно-технического творчества молодёжи.
На раннем этапе существования Центра поддержку Ходорковскому оказывали Сергей Монахов, первый секретарь Фрунзенского райкома ВЛКСМ и Игорь Смыков, член совета молодых учёных и специалистов МГК ВЛКСМ. Первый заместитель председателя ГКНТ СССР Иван Бортник лично способствовал выделению значительных сумм из госбюджета на закупку Центром крупной партии компьютеров IBM PC для ГКНТ СССР и правительства страны.

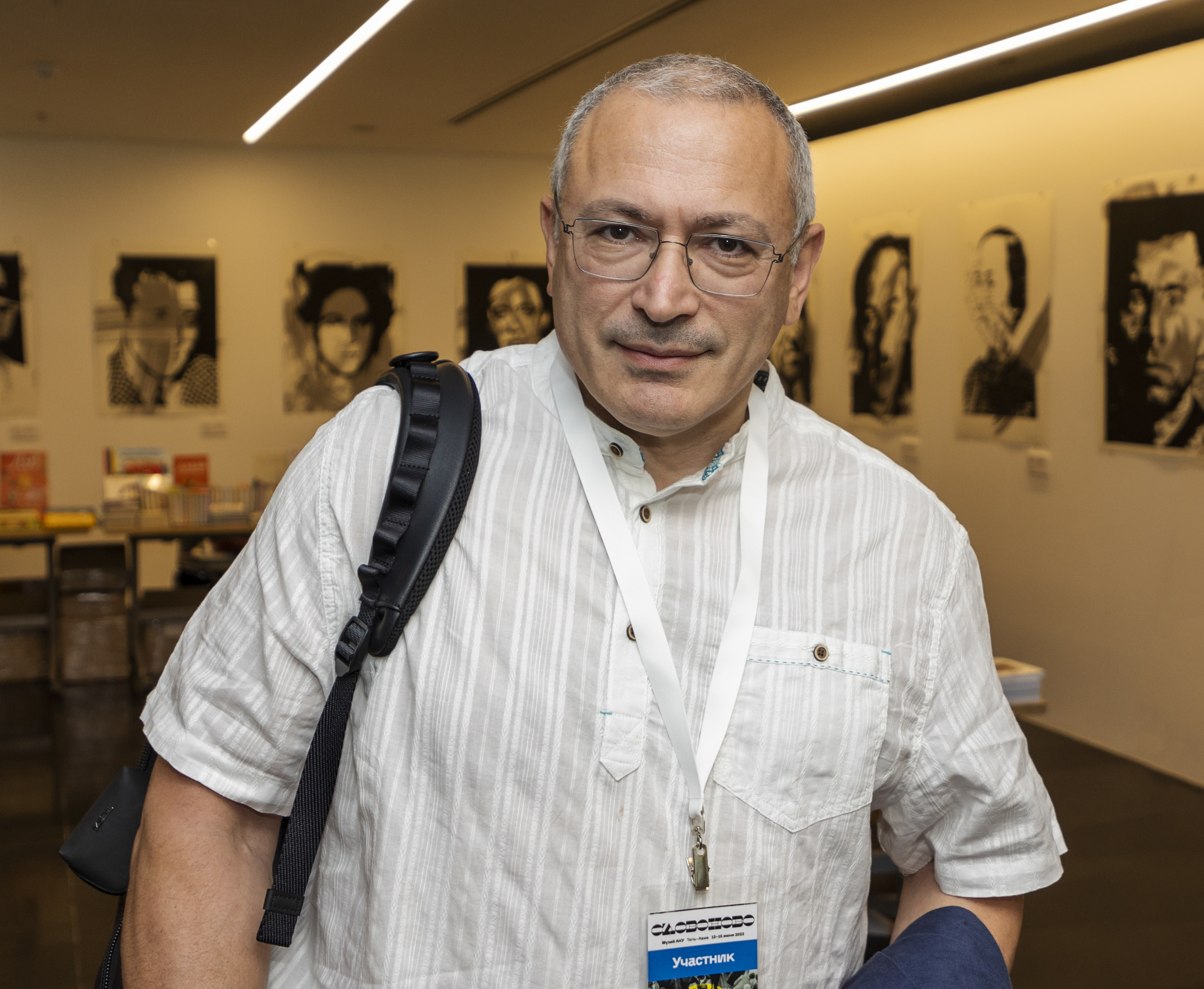
Михаил Ходорковский на фестивале «Слово Ново» в Израиле. Музей еврейского народа АНУ — Университет ТЛВ. 2023

НТТМ занимался импортом и сбытом компьютеров, варкой джинсов, сбытом алкогольных напитков (в том числе поддельного коньяка) и пр. — бизнесом, который в ту пору приносил высокие прибыли. Одновременно НТТМ зарабатывал на так называемом обналичивании средств. В то время государственные предприятия, НИИ, КБ, заводы, в отличие от центров НТТМ, имели ограничения по обороту наличных средств, что приводило к ограничениям на выплату зарплаты. Чтобы обойти это ограничение, предприятия пропускали свои заказы через центры НТТМ, выплачивая им комиссионные — вначале 90 %, но постепенно, с ростом предложения этих услуг, суммы комиссионных снизились. Ходорковский и коллеги занялись обналичкой одними из первых и уже в 1988 году суммарный оборот торгово-посреднических операций НТТМ составил 80 млн рублей. Впоследствии Ходорковский рассказывал, что именно тогда он заработал свои первые большие деньги — 160 000 рублей, которые получил за специальную разработку от Института высоких температур АН СССР.
Вместе с тем Frankfurter Rundschau называет эти операции «сделками сомнительного характера с деньгами, предназначенными для расчётов между государственными предприятиями», которые наряду с импортом компьютеров и фальсифицированного коньяка, а также уловками с валютой стали основой богатства Ходорковского.
К началу 1990-х в СССР насчитывалось уже более 600 центров научно-технического творчества молодёжи и формально они были призваны заниматься внедрением новых научно-технических разработок в производство и распространением научной литературы.
В Институте высоких температур АН СССР Ходорковский познакомился с Владимиром Дубовым, чьи родственники имели связи в высших эшелонах власти, вплоть до Михаила Горбачёва.
Параллельно с деятельностью в НТТМ Ходорковский продолжал учёбу в Институте народного хозяйства им. Г. В. Плеханова. В этом институте Ходорковский познакомился с Алексеем Голубовичем, родственники которого занимали крупные посты в Государственном банке СССР. В 1988 году окончил институт народного хозяйства по специальности «финансист».

### Банк «Менатеп» (1989)
Благодаря знакомству с Голубовичем НТТМ получил возможность создать кооперативный банк, что и было осуществлено в 1989 году: Фрунзенское отделение Жилсоцбанка СССР и НТТМ учредили КИБ НТП (Коммерческий инновационный банк научно-технического прогресса).
В 1990 году КИБ НТП, выкупив у Моссовета НТТМ, переименовался в Межбанковское объединение «Менатеп» (сокращение от «Межбанковское объединение научно-технического прогресса» или «Межотраслевые научно-технические программы»). Ходорковский стал председателем правления «Менатепа», Невзлин и Голубович — заместителями председателя правления, Дубов — начальником управления дочерних банков и финансовой группы.
В 1990 году «Менатеп» одним из первых среди коммерческих банков России получил лицензию Госбанка СССР. В момент создания «Менатеп» был финансовой пирамидой, проводил активные операции с валютой, а также продавал свои акции физическим лицам, используя для этих целей телевизионную рекламу. Продажа акций принесла «Менатепу» 2,3 млн рублей, однако население, купившее акции, так и не получило сколько-нибудь приличных дивидендов.
В дальнейшем связи «Менатепа» с властью расширялись. Ходорковский и Невзлин стали советниками премьер-министра России Ивана Силаева, а также наладили отношения с министром топлива и энергетики Владимиром Лопухиным. Благодаря этому «Менатеп» получил разрешение обслуживать средства министерства финансов, государственной налоговой службы, а позже и государственной компании «Росвооружение», занимавшейся экспортом вооружений.
Стараниями Лопухина в марте 1992 года Ходорковский был назначен президентом Фонда содействия инвестициям в топливно-энергетический комплекс с правами заместителя министра топлива и энергетики. Фонд не реализовал ни одного проекта. Во время руководства фондом Ходорковский познакомился с В. С. Черномырдиным, в декабре 1992 года ставшим председателем российского правительства.

### Приватизация
Распад СССР и приход к власти Бориса Ельцина резко ускорили переход российской экономики на рыночные рельсы. Была осуществлена масштабная программа приватизации, в ходе которой значительная доля российской промышленности оказалась сконцентрирована в руках нескольких финансово-промышленных групп (ФПГ), ядром которых являлись коммерческие банки, а реальными владельцами — те, кого впоследствии назовут «олигархами».
«Менатеп», как и другие коммерческие банки, принял активнейшее участие в приватизации — в качестве наиболее прибыльных руководством банка были определены такие сферы, как текстильная промышленность, пищевая промышленность, строительство, промышленность строительных материалов, цветная металлургия (титан и магний), производство минеральных удобрений. Для руководства деятельностью зарождавшейся промышленной империи была создана специальная организация — «Роспром», для работы в которой привлекались лучшие специалисты бывших промышленных министерств и финансовых учреждений.
- АОЗТ РОСПРОМ (г. Мосальск, ул. Ленина, д. 42)
- Менатеп Финансис СА, (Швейцария, Женева, ул. рю де Мулен 1)
- Банк Менатеп, (Дубининская 17 а)

Согласно открытому регистру ЕГРЮЛ России в 1997 году на базе упомянутых обществ было создано Некоммерческое партнёрство «Объединение промышленных предприятий РОСПРОМ» — иначе, «русское общество содействия развитию промышленности в целях координации, которое оказывает всемерную поддержку деятельности членов партнёрства», зарегистрированное по адресу Москва, Колпачный пер. 3-2.
Часть предприятий позднее была перепродана, и к концу 1990-х годов от объектов первоначальной приватизации в собственности Ходорковского и партнёров остались в основном лишь предприятия, добывающие сырьё для производства минеральных удобрений («Апатит» в Мурманской области) и занимающиеся его переработкой и транспортировкой. Впоследствии, через 10 лет, среди прочих за нарушения, допущенные в ходе приватизации «Апатита», Михаил Ходорковский и его партнёр Платон Лебедев были осуждены.
В 1995 году, по завершении «ваучерной» приватизации, российская экономика, однако, оставалась в удручающем состоянии. В то время как дельцы, близкие к правительственным кругам, зарабатывали огромные состояния, задержки по заработной плате работникам бюджетных и акционированных предприятий достигали чудовищных размеров. Продолжавшаяся война в Чечне требовала постоянного финансирования. В этих условиях руководство страны не нашло лучшего выхода, кроме как обратиться за кредитами к наиболее крупным коммерческим банкам. В качестве обеспечения по кредитам банки потребовали предоставить им во внешнее управление контрольные пакеты акций предприятий, которые государство предполагало оставить в своей собственности и не планировало выставлять на продажу за ваучеры — предприятия нефтяной отрасли, морские пароходства, гиганты чёрной и цветной металлургии. Было выставлено условие — если в течение года государство не сможет расплатиться по кредитам, то эти предприятия будут проданы через так называемые «залоговые аукционы». Банкиры изначально определились со своими приоритетами, разделив между собой объекты собственности, выставлявшиеся на продажу, и скандалы, которые попытались поднять те, кто не смог пробиться в «круг избранных», быстро сошли на нет.
Государство не расплатилось, и пакеты акций компаний «ЮКОС», «Норильский никель», «Сибнефть», «Сургутнефтегаз», «Лукойл», «СИДАНКО», «Мечел», «Нафта-Москва», Новолипецкого металлургического комбината, Мурманского и Новороссийского морских пароходств, Туапсинского морского торгового порта и Северо-Западного пароходства перешли в частные руки. «Менатеп» был лишь одним из нескольких банков, участвовавших в сделке с залоговыми аукционами. Как писал старший редактор журнала Forbes Пол Хлебников: «Осенью 1995 года его банк МЕНАТЕП получил право на участие в аукционе на 45%-й пакет акций госкомпании „ЮКОС“. После того как иностранные инвесторы (они не имели права участвовать — „Ведомости“) и российские претенденты были дисквалифицированы, Ходорковский и пять его партнёров стали владельцами 78 % акций компании, заплатив 309 млн $».
Газета «Известия» описывала процесс следующим образом: "Самым лакомым куском на аукционе был «ЮКОС» — вторая по величине нефтяная компания в России, а по запасам нефти — первая. Первый зампред председателя правления «МЕНАТЕПа» Константин Кагаловский заявил: «„ЮКОС“ будет нашим». Свои претензии на «ЮКОС» выдвинул и консорциум из Инкомбанка, Альфа-Банка и банка «Российский кредит». Последние предложили за акции «ЮКОСа» 350 млн долларов. Но регистрацией участников аукциона заведовал «МЕНАТЕП» — заявка конкурентов принята не была по формальным причинам. В итоге 45 процентов акций «ЮКОСа» достались представляющей «МЕНАТЕП» подставной фирме за 159 млн $ — всего на 9 млн $ больше стартовой цены. Дальше к 45 процентам акций «ЮКОСа» у "МЕНАТЕП"а добавились ещё 33, полученных по инвестиционным торгам. Потом последовала дополнительная эмиссия акций, которая ещё больше уменьшила долю государства в компании. К осени 1996 года «МЕНАТЕП» владел 90 процентами акций «ЮКОСа»".
Экономист, лауреат Нобелевской премии Джозеф Стиглиц в 2003 году называл российскую приватизацию 90-х «нелегитимной» и высказывал опасения о возможной утечке из России денег, которые Ходорковский мог бы получить от продажи собственности.

### Нефтяной бизнес
Став владельцем ЮКОСа, Ходорковский увлёкся развитием нового, промышленного бизнеса. Банком «Менатеп» занялась команда наёмных менеджеров, которая впоследствии (после дефолта 1998 года) создала на базе его петербургского филиала новый банк — «Менатеп СПб», а ещё позднее выделила из него инвестиционный банк «Траст» и полностью выкупила банковский бизнес у команды Ходорковского. Банк, однако, сохранял тесные связи с компанией ЮКОС и во многом существовал за счёт её финансовых потоков.
По данным, проведённый Генеральной прокуратурой компьютерный анализ заключённых сделок показал, что банк «Менатеп» участвовал в спекуляциях на рынке ГКО (что стало одной из причин дефолта 1998 года).
В результате дефолта 1998 года банк «Менатеп» потерпел крах, будучи неспособным выплатить крупные кредиты в иностранной валюте, и потерял лицензию. Основными кредиторами «Менатепа» на то время были три иностранных банка — южноафриканский Standard Bank, японский Daiwa Bank и немецкий WestLB AG, которые кредитовали его под залог акций компании «ЮКОС». Ходорковский, чтобы не утратить контроль над ЮКОСом, заявил о намерении осуществить дополнительную эмиссию акций, в результате которой пакет акций, находившийся в залоге у кредиторов, мог обесцениться. В этой ситуации банки предпочли пойти на убытки, уступив акции Ходорковскому. Это на долгие годы подорвало репутацию Ходорковского, «Менатепа» и ЮКОСа в международных финансовых кругах. Лишь в 2003 году Ходорковский решился вновь обратиться в западные банки с просьбой о новом займе.
Как писал политолог Александр Ципко, «сказочные состояния, в том числе состояние Ходорковского, возникли не только в нищей стране, но и как результат обнищания подавляющей части населения. Миллиардное состояние Ходорковского соседствует с нищетой пенсионеров, с нищетой двадцати миллионов русских, оказавшихся в XV веке и живущих за счёт натурального хозяйства».
После дефолта 1998 года западные бизнесмены первое время опасались вести дела с Россией. Ходорковский стал одним из первых российских олигархов, осознавших, что для ведения глобального бизнеса необходимы иностранные инвестиции. Как писала Financial Times, «к началу нового столетия многие из российских олигархов осознали, что им необходимо избавиться от негативной репутации на Западе и „позиционировать“ себя по-новому — в качестве законопослушных бизнесменов».
В годы, последовавшие за дефолтом, ЮКОС стал выплачивать значительные дивиденды. Выручка от реализации ОАО «Восточная нефтяная компания», чьи нефтедобывающие мощности поставляли ЮКОСу «скважинную жидкость» и где ЮКОСу принадлежало 54 % акций, сократилась за 4 года в 130 раз. В 1998 году выручка ОАО ВНК составляла 3,4 млрд рублей, а в 2001 году — 26 млн рублей.
В сентябре 1998 года стартовала реформа системы управления компанией. В разработке плана реформы принимали участие западные консалтинговые фирмы Arthur D. Little и McKinsey. В результате функции исполнительных органов были возложены на две профильные управляющие компании, а функции центрального аппарата — на корпоративный центр «ЮКОС-Москва». Одна из управляющих компаний, «ЮКОС ЭП», осуществляла управление всеми подразделениями компании, деятельность которых была связана с разведкой и добычей углеводородов. Вторая, «ЮКОС РМ», управляла всеми предприятиями, занимающимися переработкой, сбытом и транспортировкой нефти и нефтепродуктов. В сферу ответственности «ЮКОС-Москва» было передано стратегическое планирование развития компании. Производства, не являющиеся основными, были выделены в самостоятельные структуры или переданы сторонним подрядчикам. Параллельно был осуществлён переход к внешнему сервисному обслуживанию месторождений. На базе сервисных предприятий, являвшихся частью «ЮКОСа», была создана «Сибирская сервисная компания». Были проведены структурные изменения и в перерабатывающем секторе. Из состава Новокуйбышевского НПЗ был выделен завод масел и присадок, образованы отдельные предприятия, обеспечивающие ремонт и техническое обслуживание основных производственных фондов, оказание транспортных и других сопутствующих услуг.

В 2000 году появились итоги первого этапа перехода компании ЮКОС на единую акцию. В ходе конвертации акций дочерних предприятий в бумаги холдинга ЮКОС консолидировал более 90 % акций «Юганскнефтегаза» и «Самаранефтегаза», а также около 50 % акций «Томскнефти». С февраля 2000 года стартовал второй этап реорганизации. Была проведена конвертация акций четырёх нефтеперерабатывающих заводов — Куйбышевского, Новокуйбышевского, Сызранского и Ачинского. Во всех этих предприятиях ЮКОСу принадлежало не менее контрольного пакета акций.

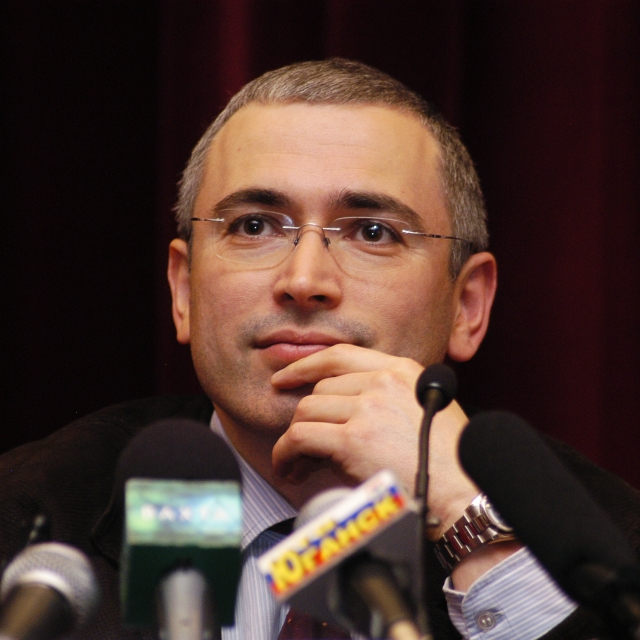
Михаил Ходорковский в 2001 году

В 2001 году завершился процесс обмена акций дочерних обществ на акции ЮКОСа. При этом акции ОАО «Юганскнефтегаз» были принудительно выкуплены у мелких акционеров за копейки, в результате чего множество людей посчитало себя ограбленными Ходорковским. После перехода на единую акцию доля головной компании в уставных капиталах ОАО «Юганскнефтегаз», ОАО «Самаранефтегаз», ОАО «Томскнефть», АО «Куйбышевский НПЗ», ОАО «Новокуйбышевский НПЗ» и ОАО «Сызранский НПЗ» значительно возросла и приблизилась к 100 %. Чуть ниже оказалось участие ЮКОСа в капитале Ачинского НПЗ и сбытовых подразделениях: от 75 до 98 %.
Переход на единую акцию привёл к увеличению прозрачности компании, и к 2003 году акции ЮКОСа значительно выросли в цене.
Параллельно с реформой управления бизнесом руководство ЮКОСа прибегало к так называемой налоговой оптимизации, пользуясь многочисленными юридическими лазейками, позволяющими снизить объём налоговых отчислений — занижение налогооблагаемой базы, продажа нефти через трейдерские фирмы-«однодневки», зарегистрированные в регионах со льготным налогообложением, применение трансфертного ценообразования, продажа нефти под видом «скважинной жидкости», применение схемы «обратного зачёта» и т. д. Подобные схемы в том или ином сочетании использовались всеми российскими нефтяными компаниями, однако вариант со «скважинной жидкостью» применялся только «ЮКОСом». По утверждению Юлии Латыниной, идея продажи так называемой «жидкости на устье скважины», являвшейся основным способом минимизации местных налогов, была «лучшим изобретением ЮКОСа». В действительности же этот способ минимизации налогов был «позаимствован» в США.
Журнал «Эксперт» писал: «Вертикальная интеграция в сочетании с трансфертными ценами и региональными льготами использовалась большинством сырьевых компаний. То, что другие не попались (или получили существенно меньшие налоговые претензии), не говорит о больших талантах их юристов и бухгалтеров. Просто ЮКОС стал чемпионом не только в корпоративном управлении, но и в масштабах применения методов налоговой оптимизации, и в деятельности по законодательной и пропагандистской защите своей деятельности. Применение таких схем, даже прикрытое работой с законодательными собраниями регионов и рекламой ЮКОСа во всех СМИ, не могло не вызывать растущего раздражения налоговиков и губернаторов. Однако служба по связям с общественностью (то есть с властью) компании долгое время успешно блокировала любую борьбу региональных властей с налоговой оптимизацией, в том числе в арбитражных судах».
В сентябре 2011 года Европейский суд по правам человека признал, что схемы налоговой оптимизации, которые применял «ЮКОС», никогда не были законными в России. Также ЕСПЧ не обнаружил доказательств того, что подобные приёмы были общепринятыми в российском бизнесе.
Отнюдь не все олигархи испытали на себе всю тяжесть российского правосудия. Так, например, в 2003 году Альфа-банку, конкуренту «Менатепа», было позволено продать часть своих нефтяных активов компании BP. В церемонии подписания принял участие президент Путин, демонстрируя, что российская власть по-разному относится к своим крупным бизнесменам: если ЮКОС Михаила Ходорковского оказался фактически разгромлен и разобран по кускам, то Альфа-банку Михаила Фридмана разрешили продать часть нефтяного бизнеса за рубеж, а Роману Абрамовичу государство в 2005 году заплатило 13 миллиардов долларов за его нефтяную компанию «Сибнефть».
В 1999 году на тонну добытой нефти ЮКОС заплатил налогов в 10 раз меньше «Сургутнефтегаза» и в 5 раз меньше «Лукойла». По утверждению Института финансовых исследований, в 2000 году ЮКОС занимал второе место по размерам налоговых выплат среди крупнейших российских нефтяных компаний, а в 2001 году ЮКОС стал лидером среди крупнейших российских нефтяных компаний по объёмам налоговых отчислений в бюджет в абсолютном исчислении и в пересчёте на добытую тонну нефти.
|                                  | Год  | ЮКОС   | Лукойл | Сургут- нефтегаз | ТНК    | Татнефть | Сибнефть | Роснефть | В среднем |
| -------------------------------- | ---- | ------ | ------ | ---------------- | ------ | -------- | -------- | -------- | --------- |
| Налоги всего (млн долл.)         | 2000 | 1968   | 2354   | 1896             | 778    | 967      | 487      | 528      |           |
| Налоги всего (млн долл.)         | 2001 | 2655   | 2461   | 1599             | 1321   | 922      | 800      | 574      |           |
| Налоги с добытой тонны (долл./т) | 2000 | 39,7   | 33,7   | 46,7             | 27,2   | 39,7     | 28,3     | 39,2     | 36,8      |
| Налоги с добытой тонны (долл./т) | 2001 | 45,7   | 34,1   | 36,3             | 32,5   | 37,5     | 38,9     | 38,4     | 37,6      |
| Доля налогов в выручке           | 2000 | 20,5 % | 16,7 % | 28,5 %           | 15,6 % | 19,0 %   | 17,3 %   | 18,5 %   | 17,5 %    |
| Доля налогов в выручке           | 2001 | 26,5 % | 17,3 % | 28,7 %           | 20,3 % | 20,0 %   | 19,1 %   | 20,3 %   | 21,1 %    |

По утверждению газеты «Коммерсантъ», в 2001 году ЮКОС платил налогов на тонну добываемой нефти меньше, чем компания Татнефть (на 0,6 %) и государственная компания Роснефть (на 3 %).
В 2022 году бывший министр МВД России Сергей Степашин в интервью каналу НТВ, назвал Ходорковского заказчиком убийства Мэра города Нефтеюганска в 1998 году Владимира Петухова.

### Государственная и политическая деятельность
В феврале 1991 года Ходорковский и Невзлин были советниками председателя Совета Министров РСФСР Ивана Силаева по финансово-экономическим вопросам. Во время событий 19—21 августа 1991 года Ходорковский был среди защитников Белого дома.
В 1992 году Ходорковский стал председателем Инвестиционного фонда содействия топливно-энергетической промышленности с правами заместителя министра топлива и энергетики России. По некоторым утверждениям, в марте 1992 года был назначен заместителем министра топлива и энергетики России.
С ноября 1998 по октябрь 1999 года был членом коллегии Министерства топлива и энергетики Российской Федерации.
Входил в состав различных правительственных комиссий и советов:
- член Межведомственной комиссии по научно-технической политике (1993—1995),
- член Совета по промышленной политике при Совете Министров — Правительстве Российской Федерации (1993—1994),
- член Оперативной комиссии Правительства Российской Федерации по совершенствованию системы платежей и расчётов (1994—1996),
- заместитель координатора Совета по промышленной политике и предпринимательству при Правительстве Российской Федерации (1994—1996)[83],
- член специальной рабочей группы (по разработке проектов нормативно-правовых актов по вопросам совершенствования регулирования банковской деятельности) (1995),
- член первоначального состава наблюдательного совета Агентства по ипотечному жилищному кредитованию (1996),
- член Совета при Правительстве Российской Федерации по вопросам банковской деятельности (1997—1998),
- член Межведомственной комиссии по рассмотрению вопросов финансово — экономического положения организаций нефтяного сектора экономики (1998—2001),
- член Совета по предпринимательству при Правительстве Российской Федерации (с сентября 2000 года),
- член Национального организационного комитета по продвижению кандидатуры Российской Федерации в качестве организатора Всемирной универсальной выставки «ЭКСПО-2010» (с августа 2001 года),
- член Бюро правления РСПП (с ноября 2000 по 16 ноября 2005),
- член Организационного комитета по проведению года Казахстана в Российской Федерации (2003).

Также был членом Совета представителей уполномоченных банков при мэре Москвы с 1994 года, и членом Комиссии по проведению инвестиционных конкурсов Министерства экономики Российской Федерации.

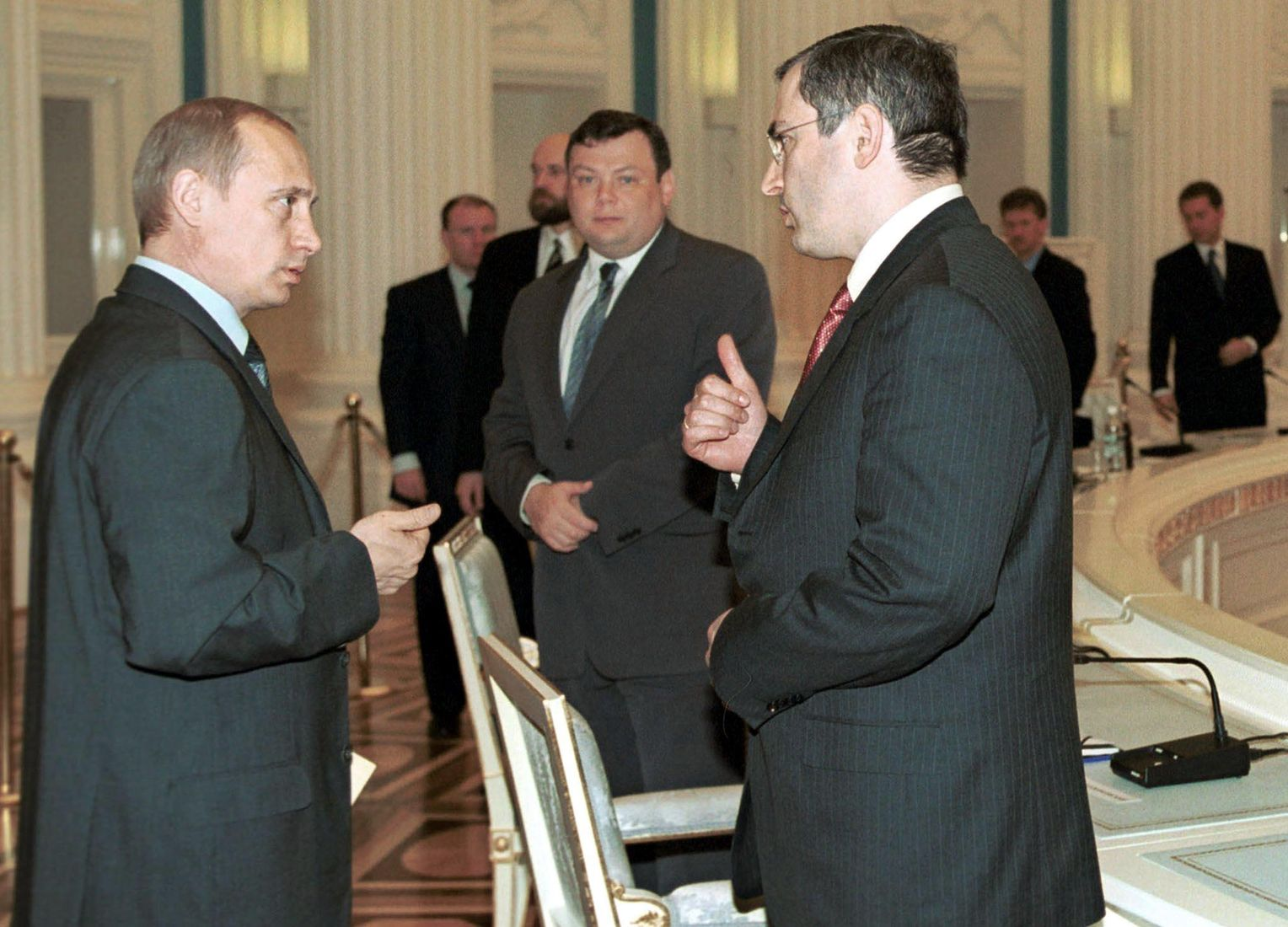
Путин и Ходорковский 31 мая 2001 года

Начиная с 1999 года Ходорковский и его команда активно используют часть своих капиталов для лоббирования интересов компании, нефтяной отрасли и крупного российского бизнеса в органах власти (Государственная дума, Совет Федерации, правительство) и улучшения имиджа компании в российском обществе.
В ходе выборов в Госдуму в 1999 году оказывается финансовая поддержка партиям «Яблоко» и КПРФ; депутатом становится, в частности, один из совладельцев ЮКОСа — Владимир Дубов. Высокопоставленный сотрудник «Менатепа» и ЮКОСа Борис Золотарёв в 2001—2006 годах возглавлял Эвенкийский автономный округ, где освоение нефтяных месторождений вела дочерняя компания ЮКОСа — «Восточно-Сибирская нефтяная компания».
7 апреля 2003 года Ходорковский заявил о намерении оказывать финансовую поддержку СПС и «Яблоку». Также Ходорковский стал основным спонсором КПРФ на выборах в Государственную думу 2003 года, предоставив этой партии 20 млн долларов. В итоге депутатами от КПРФ стали члены руководимого Ходорковским ЮКОСа С. Муравленко и А. Кондауров.
Согласно докладу Станислава Белковского, Михаил Ходорковский и акционеры компании ЮКОС, придя к формальной политической власти, должны были получить финансирование из США в размере около 160 млрд долларов на «полное ядерное разоружение России», поскольку «доктрина ядерного сдерживания себя исчерпала» и хранение ядерного оружия утеряло смысл в современных условиях.
Хотя Ходорковский старался избегать открытой критики высшего руководства, он критиковал то, что называл «управляемой демократией» в России.
В начале 2003 года Ходорковский в противовес официальной позиции России заявил о выгодности вторжения войск антисаддамовской коалиции во главе с США в Ирак, которое было осуществлено 20 марта 2003 года. Свои идеи Ходорковский объяснял тем, что у российских нефтяных компаний появится возможность получить достойную долю в послевоенном разделе природных богатств Ирака.

### Социальная деятельность
В 1994 году по инициативе Ходорковского в бывшей дворянской усадьбе Кораллово был открыт лицей-интернат «Подмосковный», в котором обучаются социально незащищённые дети, в том числе, пострадавшие от терактов, дети погибших военнослужащих и сотрудников правоохранительных органов. Анатолий Ермолин, принимавший участие в организации обучения в лицее, в передаче на радио «Эхо Москвы» говорил, что Ходорковский рассматривал воспитание в Кораллове как «систему формирования корпоративной лояльности». По словам Ермолина, в лицее «использовали методику длительных деловых игр», «пытались строить настоящие детские государства, детские республики, где была настоящая экономика, настоящий бизнес», и «как только дети поняли правила игры, начались такие личностные преобразования». «Я помню,— продолжает Ермолин,— на 2 день они устроили бунт, чтобы я уволил всех уборщиц, так как они отнимают у них рабочие места».
В 2002 году на средства компании был создан фонд «Открытая Россия». Заявленная цель фонда — «утверждение в обществе доверия к крупному российскому бизнесу, осознавшему свою социальную ответственность перед населением». 23 октября 2003 года Михаил Ходорковский в ходе однодневного визита в Саратов посетил организованный институтом «Открытая Россия» региональный Центр интернет-образования.

### Развитие компании
Одна из стратегических целей Ходорковского состояла в том, чтобы вывести компанию ЮКОС на первое место в России по нефтедобыче и нефтепереработке и сделать её компанией мирового уровня. К 2002—2003 задача по добыче была решена — в основном за счёт включения в состав ЮКОСа активов Восточной нефтяной компании. Также проводилась модернизация НПЗ. Переработка нефти осуществлялась на НПЗ в Самаре, Новокуйбышевске, Сызрани (Самарская область), Ачинске (Красноярский край), Ангарске (Иркутская область), Мажейкяе (Литва). Руководство компании вышло с предложением в правительство о строительстве так называемого Восточного нефтепровода для экспорта российской нефти в Китай (28 декабря 2009 года была запущена первая очередь проекта («ВСТО-1») — трубопровод от Тайшета (Иркутская область) до Сковородино (Амурская область) длиной 2694 км. Мощность первой очереди ВСТО — 30 млн тонн в год). 27 сентября 2010 года состоялась торжественная церемония завершения строительства этого нефтепровода.
22 апреля 2003 года со второй попытки (первая была предпринята ещё в 1997 году, но успеха не имела) было подписано соглашение об объединении активов ЮКОСа и компании «Сибнефть». Это объединение выводило ЮКОС на четвёртое место в мире по добыче нефти и на второе — по запасам. Задолго до объединения активов Ходорковский и глава «Сибнефти» Роман Абрамович вели энергичные переговоры о продаже доли будущей объединённой компании одному из американских нефтяных «китов» — Chevron или ExxonMobil, что могло сделать Ходорковского совладельцем крупнейшего нефтяного концерна мира. Потенциальные американские партнёры, заинтересованные в нефтяных активах России, говорил Ходорковский, не хотели заключать такую сделку без одобрения президента Путина, который легко мог заблокировать альянс через Федеральную антимонопольную службу. В тот момент, когда Абрамович на правах более близкого приятеля Путина пытался уговорить президента дать согласие на объединение, и произошёл конфликт Ходорковского и Путина.

## Конфликт с Путиным

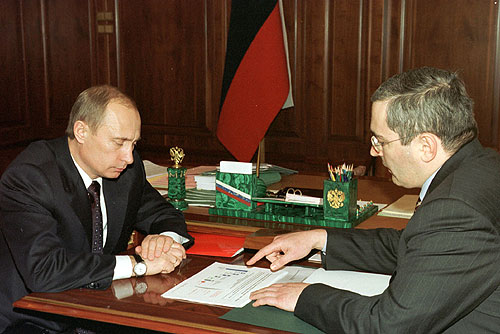
Михаил Ходорковский и Владимир Путин, 20 декабря 2002 года

19 февраля 2003 года на совещании в Кремле президента России с крупными предпринимателями Ходорковский по поручению Российского союза промышленников и предпринимателей сделал доклад о коррупции, вызвавший недовольство Путина: при обсуждении доклада произошла пикировка между Путиным и Ходорковским, которая, по оценке Алексея Кондаурова, и стала «последней каплей, которая позволила нажать спусковой крючок» дела ЮКОСа. Ходорковский упомянул, среди прочего, что компания «Северная нефть», на которую ранее претендовал и ЮКОС и которая контролировалась бывшим первым заместителем министра финансов Андреем Вавиловым, была продана компании «Роснефть» по завышенной цене и с нарушением процедуры; в ответ со стороны президента последовало обвинение в адрес ЮКОСа. Путин предъявил Ходорковскому претензии, в частности, по поводу концентрации ЮКОСом сверхзапасов нефти и проводившейся в компании «налоговой оптимизации», в которой глава государства усмотрел сознательную попытку ухода ЮКОСа от налогообложения. Через две недели в отношении ряда сотрудников ЮКОСа было возбуждено уголовное дело, которое Ходорковский оценивал как «политически мотивированное», впоследствии неуклонно разраставшееся и распространившееся летом на Платона Лебедева, а осенью 2003 года — и на самого Ходорковского.
Согласно оценкам Михаила Зыгаря и Михаила Касьянова в книге «Вся кремлёвская рать. Краткая история современной России», публичные претензии Ходорковского в том, что сравнительно небольшая компания «Северная нефть» была реализована с нарушениями, Путин воспринял как конфликт с федеральной властью. И Путину, и Ходорковскому было хорошо известно, что все крупные российские бизнесмены 1990-х годов в ходе залоговых аукционов 1995 года не приобрели свою собственность, а фактически получили её в дар от государства в обмен на поддержку Ельцина на президентских выборах через год. Согласно такой логике, на фоне залоговых аукционов 1995 года, когда и началось резкое обогащение Ходорковского, нарушения при продаже «Северной нефти» выглядели малозначительными. Поэтому вызывающая публичная лекция Ходорковского о коррупции в российском нефтяном бизнесе возмутила Путина. Ходорковский и Михаил Касьянов (на тот момент председатель правительства РФ) полагали, что сделка по покупке «Роснефтью» компании «Северная нефть» происходила под личным контролем Путина, была ему выгодна, а доходы от неё были направлены на финансирование президентской избирательной кампании 2004 года.
В марте 2003 года, через две недели после конфликта с Путиным, Ходорковский в качестве предводителя «профсоюза олигархов» представил главе государства законопроект, который, в случае его принятия парламентом и подписания президентом, закреплял итоги приватизации и залоговых аукционов 1990-х годов, окончательно устанавливал невозможность их пересмотра, неотчуждаемость прав собственности. Как излагают содержание документа Станислав Белковский и Зыгарь, взамен владельцы ключевых предприятий России, которые они получили в ходе залоговых аукционов почти даром и которые в 2003 году стоили уже миллиарды долларов, обязывались выплатить государству компенсацию в общей сложности до 20 млрд долларов. Согласно идее Ходорковского, таким образом выгоду получали и «киты» большого бизнеса, чьи активы, получив законный статус неотчуждаемых, ещё многократно наращивали капитализацию и инвестиционную привлекательность, и государство, неожиданным способом пополняющее свой бюджет. Заинтересованность Ходорковского и Романа Абрамовича состояла также и в том, что они планировали как можно дороже продать долю своей будущей совместной нефтяной компании американским инвесторам. Премьер Касьянов, которого глава ЮКОСа также заинтересовал, поддержал идею, однако Путин, которому передали две страницы подготовленной Ходорковским концепции, ознакомился с проектом и никак не отреагировал. Ранее Ходорковский, который, по собственным признаниям, «испытывал угрызения совести по поводу нечестной приватизации», предлагал принять «закон о компенсационных выплатах» олигархов в пользу Пенсионного фонда РФ (чтобы компенсировать его неизбежный дефицит), о чём направил записку Путину через Касьянова, однако президент, по свидетельству последнего, ответил «Сейчас не время».
Начало активных действий правоохранительных органов против Ходорковского СМИ связывают с публикацией в мае 2003 года доклада Совета по национальной стратегии (куда входили все ведущие политологи России) за авторством Станислава Белковского. Доклад назывался «Государство и олигархия» («В России готовится олигархический переворот») и сообщал о том, что в России готовится ползучий олигархический переворот, имеющий целью ограничение власти президента Путина и превращение страны в президентско-парламентскую республику со значительно возрастающей ролью правительства и премьер-министра. Главным идеологом готовящегося переворота и основным кандидатом на пост председателя нового правительства, подотчётного только парламенту, назывался Ходорковский, которого в разной степени поддерживали ещё трое крупных бизнесменов — Абрамович, Фридман и Дерипаска. Сам Ходорковский в 2014 году подтвердил, что он имел в 2003 году виды возглавить правительство России и заручился поддержкой депутатов в ряде спонсируемых им фракций Госдумы, включая КПРФ. Вскоре, по утверждениям Белковского и Зыгаря, на стол президента Путина легли сделанные спецслужбами распечатки телефонных разговоров Ходорковского, в которых он уничижительно отзывался о Путине. Неприятное впечатление на Путина произвели данные о телефонном разговоре Ходорковского с советником президента США по национальной безопасности Кондолизой Райс, в ходе которого глава ЮКОСа, обсуждая возможную сделку с Chevron или ExxonMobil, дал понять, что Россия, если он станет главой правительства, может отказаться от своего ядерного оружия. Этот факт Ходорковский впоследствии отрицал.
В июле 2014 года бывший советник президента России Андрей Илларионов на процессе по делу ЮКОСа в Международном арбитражном суде, обязавшем Россию выплатить бывшим владельцам ЮКОСа 50 млрд долларов, под присягой пересказал свой разговор с Путиным, произошедший через несколько дней после ареста Ходорковского осенью 2003 года. В изложении Илларионова Путин заявил ему, что Ходорковский «допустил ошибки и вёл себя очень плохо, отказываясь сотрудничать», несмотря на то, что длительное время до ареста Путин лично защищал Ходорковского от атак со стороны своих друзей. Существенная проблема, посетовал Путин, заключалась в том, что «господин Ходорковский лгал нам, поскольку вёл переговоры с американской нефтяной компанией о возможном слиянии». Не понравилось Путину и то, что Ходорковский вступил в КПРФ в ходе подготовки к парламентским выборам 2003 года, что нарушало договорённости между Путиным и Ходорковским (данный факт Ходорковский впоследствии опровергал). После этого Путин «решил отступить и позволить господину Ходорковскому решать его проблемы с ребятами самостоятельно. Господин Ходорковский принял решение бороться. Если он решил бороться, позволим ему бороться и посмотрим, что из этого получится», — заключил Путин (в пересказе Илларионова).
В декабре 2014 года Ходорковский сказал газете Financial Times, что перед своим арестом вёл переговоры с представителями разных фракций Государственной думы РФ о возможности после ухода Путина с должности президента в 2008 году занять пост главы правительства и провести конституционные реформы, которые бы урезали президентские полномочия.

## Турне по России 2003 года
В середине октября 2003 года Ходорковский в сопровождении семи консультантов по связям с общественностью и помощников отправился в турне по регионам для встреч с губернаторами и студентами. Официально целью поездки значилось: рекламировать в регионах объединённую компанию «ЮКОС-Сибнефть», разъяснять населению, что от объединения компаний граждане России только выиграют, поскольку снизится цена на бензин и откроются новые социальные программы. На самом деле, утверждал Борис Немцов, Ходорковский хотел пообщаться с главами регионов и студентами, понять, «насколько губернаторы могут быть недовольны авторитарностью центральной власти, и насколько студенты могут быть недовольны устанавливаемой в стране диктатурой».
22 октября 2003 года Ходорковский посетил Самару. Визит начался со встречи без прессы в администрации Самарской области с губернатором Константином Титовым и представителями Самарской губернской думы. Затем Ходорковский посетил Самарскую государственную экономическую академию, где встретился со студентами и преподавателями экономической академии и Самарского государственного университета. На встречу вместо запланированных 600 человек пришли около 5 тысяч. После этого Ходорковский отправился в Самарский государственный технический университет, где выступил с докладом «Нефть, общество и перспективы развития региональной экономики», вручил 126 именных стипендий студентам и 8 грантов преподавателям нефтяного факультета, а также ответил на вопросы присутствовавших. Вечером Ходорковский принял участие в мероприятиях по подведению итогов конкурса «Компания года» в культурно-развлекательном центре «Звезда» и встретился с представителями СМИ в самарском Доме журналиста. В отличие от прошлых своих визитов в Самарскую область Ходорковский не побывал ни на одном предприятии компании в регионе (это нефтегазодобывающие управления, 3 нефтеперерабатывающих и 2 газоперерабатывающих завода).
23 октября 2003 года Ходорковский посетил Саратов. В Саратовской области, где ЮКОС в партнёрстве с ТНК вёл нефтедобычу на трёх лицензионных участках, он посетил единственное относящееся к компании предприятие — организованный институтом «Открытая Россия» региональный Центр интернет-образования. Губернатор Саратовской области Дмитрий Аяцков лично заверил Ходорковского в том, что «никаких препятствий любым начинаниям компании в области чиниться не будет» и что сам он совсем не против того, чтобы ЮКОС на территории области пустил основательные корни. В Саратове Ходорковский встретился со студентами технического университета и ректорами других вузов. На оборонном предприятии ФГУП «Корпус» обсуждал возможности создания «бизнес-инкубаторов».
На встречах со студентами Ходорковский говорил о том, что идея удвоения ВВП за счёт сырьевых отраслей, в том числе «нефтянки», для России является нереализуемой и тупиковой. Выходом из «порочного сырьевого круга», считал Ходорковский, может стать лишь работа с творческим меньшинством страны, её интеллектуальной элитой. Между тем представители этой элиты из страны уезжают. И потери здесь больше, чем от оттока капитала за рубеж. Как сказал Ходорковский, Россия уже подарила Америке за счёт своих «умных голов» примерно 30 трлн долларов.

## Уголовное преследование

### Предыстория. Возможные причины
25 октября 2003 года Ходорковский был арестован в новосибирском аэропорту «Толмачёво» по обвинению в хищениях и неуплате налогов. 30 октября 2003 года Генеральная прокуратура РФ арестовала 53-процентный пакет акций ЮКОСа, принадлежавший компаниям Yukos Universal Limited и Hulley Enterprises. В протоколе наложения ареста утверждалось, что акции фактически принадлежат Ходорковскому, подозреваемому в совершении финансовых преступлений против государства, ущерб от которых, по версии Генпрокуратуры, составляет около 1 млрд долларов.
К моменту ареста акций Ходорковский считался самым богатым бизнесменом в России по данным за 2003 год и одним из богатейших людей в мире, занимая в списке журнала Forbes 16 место с состоянием, оценивавшимся в 15 млрд долларов. В октябре 2003 года вместе со своими деловыми партнёрами был обвинён в совершении хищений и налоговых преступлений.
В это время Ходорковский рассматривался медиамагнатом Владимиром Гусинским и политиком Борисом Немцовым как потенциальный кандидат на пост президента. Напротив, Владимир Путин утверждал, что Ходорковский не представлял собой серьёзного соперника, так как он не занимался никакой политической деятельностью.
Аресту предшествовало опубликование аналитического доклада «В России готовится олигархический переворот», подготовленного под руководством политтехнолога Станислава Белковского, в котором руководство ЮКОСа обвинялось в подготовке «заговора олигархов» с целью свержения Путина и установления в России президентско-парламентской республики вместо президентской. Именно ради этого Ходорковский и его коллеги якобы спонсировали сразу несколько политических партий — «Яблоко», СПС, КПРФ (правда, отказались выделять деньги «Единой России»), поддерживали тесные связи с журналистами различных изданий, финансировали ежегодную премию «Энергия», множество образовательных программ.
По утверждению Бориса Немцова, Путин лично потребовал от Ходорковского прекратить финансирование оппозиционных партий, что тот отказался сделать. В апреле 2003 года Ходорковский заявил о намерении финансировать из личных средств СПС и Яблоко, которые готовились к участию в выборах в Государственную думу в декабре 2003 года. После ареста Ходорковского ни СПС, ни «Яблоко» не смогли пройти в Госдуму четвёртого созыва, а КПРФ утратила лидирующие позиции по числу депутатов (24,29 % на выборах 1999 года и лишь 12,61 % в декабре 2003 года).
Известный американский экономист, лауреат Нобелевской премии и бывший главный экономист Всемирного банка Джозеф Стиглиц в декабре 2003 года писал, что действия Путина, направленные против Ходорковского, следовало бы рассмотреть в контексте необходимости поставить на политическую повестку дня вопрос относительно незаконной приватизации 1990-х годов, в которой, по мнению Стиглица, кроются корни различия в благосостоянии людей в России.
Как предполагал ряд экспертов, одним из мотивов возбуждения дела против Ходорковского в 2003 году было лоббирование им снижения налоговой нагрузки на нефтяные компании (в 2002 году Ходорковский выступал против правительственных инициатив в этой области).

### Первое дело и арест
Формальным поводом для начала расследования Генпрокуратуры в отношении ЮКОСа и его владельцев стал запрос депутата Госдумы Владимира Юдина о законности приватизации в 1994 году горно-обогатительного комбината «Апатит» (Мурманская область) коммерческими структурами, контролировавшимися Ходорковским и его партнёрами по бизнесу.
Через несколько дней было возбуждено уголовное дело о хищениях и уклонении от уплаты налогов структурами, подконтрольными нефтяной компании ЮКОС, от которого впоследствии «отпочковались» десятки уголовных дел в отношении отдельных сотрудников компании.
Первый месяц следствие велось в условиях повышенной секретности, и о расследовании стало известно лишь 2 июля 2003, когда был арестован председатель совета директоров Международного финансового объединения «Менатеп» Платон Лебедев.
После ареста Лебедева события развивались стремительно, и сообщения о предъявлении новых обвинений и проведении обысков поступали еженедельно. Расследование дела самого Лебедева было закончено всего за два месяца. Поначалу его обвиняли в хищении 20 % акций ОАО «Апатит», потом добавили ещё ряд обвинений.
Через некоторое время последовали обвинения самой компании ЮКОС в уклонении от уплаты налогов через различные схемы оптимизации налогов. Последовали усиленные налоговые проверки за несколько лет. По словам высших менеджеров ЮКОСа, насчитанная сумма недоимок и штрафов превысила выручку компании за эти годы. По версии министерства по налогам и сборам, реальная выручка ЮКОСа была гораздо больше заявленной.
Самого Ходорковского Генпрокуратура поначалу не очень беспокоила — его лишь несколько раз допросили в качестве свидетеля вскоре после ареста Лебедева, а потом надолго оставили в покое. Но уже осенью 2003 из прокуратуры начали поступать недвусмысленные намёки о существовании серьёзных претензий и к Ходорковскому.
Утром 25 октября 2003 самолёт Ходорковского, направлявшийся в Иркутск, совершил посадку для дозаправки в аэропорту Новосибирска. Как только самолёт остановился, он был блокирован сотрудниками ФСБ. В тот же день Ходорковский был доставлен в Москву на допрос в следственный комитет Генеральной прокуратуры в Техническом переулке, предстал перед судом и был помещён в следственный изолятор «Матросская тишина». В этот же день пакет акций ЮКОСа Ходорковского перешёл в управление Джейкобу Ротшильду.
Следствие по делу Ходорковского было закончено также в рекордные два месяца. Претензии к нему полностью повторили то, в чём ранее был обвинён Лебедев — хищение чужого имущества, злостное неисполнение вступившего в законную силу решения суда, причинение имущественного ущерба собственникам путём обмана, уклонение от уплаты налогов с организаций и с физических лиц, подделку документов, присвоение или растрату чужого имущества организованной группой в крупном размере.
По версии следствия, с которой впоследствии согласился и суд, Ходорковский в 1994 году создал организованную преступную группу с тем, чтобы обманом завладеть акциями различных предприятий, потом продать их по заниженным ценам подконтрольным фирмам-посредникам, которые, в свою очередь, реализовывали их уже по рыночным расценкам.
Вскоре после ареста Ходорковского Генпрокуратура РФ начала «генеральное наступление» на ЮКОС, предъявляя всё новые обвинения. К маю 2005 список обвиняемых по делам ЮКОСа превысил уже 30 человек, большинство из которых находились за границей и были недосягаемы для следствия.
Все активы и счета ЮКОСа и его дочерних компаний были заморожены. Средства разрешено было снимать лишь на уплату налогов и зарплаты сотрудникам, всё же остальное уходило государству в счёт долгов. Компания стала постепенно сокращать персонал, через некоторое время прекратила экспорт нефти в связи с отсутствием средств на таможенные платежи. Самая крупная нефтяная компания России начала разваливаться.
Процессы над Лебедевым и Ходорковским начались в апреле 2004, затем они были объединены, и по существу рассмотрение дела началось в июле 2004. Дело вела судья Ирина Колесникова. Адвокатом Ходорковского был Генрих Падва.

#### Итоги суда по первому делу
В мае 2005 года Мещанский районный суд Москвы признал Ходорковского виновным в мошенничестве, присвоении чужого имущества, неуплате налогов и других преступлениях и осудил его на 9 лет лишения свободы по ряду статей УК РФ. Московский городской суд кассационным определением от 22 сентября 2005 года снизил срок до 8 лет. В итоге основные нефтедобывающие активы компании «ЮКОС» перешли в собственность государственной нефтяной компании «Роснефть», а сама компания «ЮКОС» подверглась процедуре банкротства.
В итоге Ходорковский был осуждён на 9 лет лишения свободы в колонии общего режима по статьям
- ч. 3 ст. 147[131] УК РСФСР — «мошенничество», «в крупных размерах, или организованной группой, или особо опасным рецидивистом»,
- ч. 3 ст. 33[132], ст. 315[133] УК РФ (ред. № 162-ФЗ 8 декабря 2003) — «организатор», «неисполнение приговора суда, решения суда или иного судебного акта»,
- пп. «а», «б» ч.3 ст. 160[134] УК РФ (№ 63-ФЗ 13 июня 1996) — «присвоение или растрата», «организованной группой», «в крупном размере»,
- пп. «а», «б» ч.3 ст. 165[135] УК РФ (№ 63-ФЗ 13 июня 1996) — «причинение имущественного ущерба путём обмана или злоупотребления доверием», «совершённые организованной группой», «причинившие крупный ущерб»,
- ч. 2 ст. 198[136] УК РФ (ред. № 162-ФЗ 8 декабря 2003) — «уклонение от уплаты налогов и (или) сборов с физического лица», «в особо крупном размере»,
- ч. 3 ст. 33[132], пп. «а», «б» ч. 2 ст. 199[137] УК РФ (ред. № 162-ФЗ 8 декабря 2003) — «организатор», «уклонение от уплаты налогов и (или) сборов с организации», «группой лиц по предварительному сговору», «в особо крупном размере»,
- пп. «а», «б» ч. 3 ст. 159[138] УК РФ (№ 63-ФЗ 13 июня 1996) — «мошенничество», «организованной группой», «в крупном размере».

Были осуждены и другие работники «ЮКОСа». Глава службы безопасности «ЮКОСа» Алексей Пичугин получил 20 лет колонии по обвинению в организации убийств. В 2007 году Верховный суд РФ отменил приговор А. Пичугину. Дело было отправлено на новое рассмотрение в Мосгорсуд. 6 августа 2007 года Мосгорсуд приговорил Алексея Пичугина к пожизненному заключению. Но 21 апреля 2008 года 2 свидетеля обвинения Геннадий Цигельник и Евгений Решетников заявили, что оговорили Леонида Невзлина и начальника отдела службы безопасности «ЮКОСа» Алексея Пичугина под давлением следствия в обмен на смягчение наказания.
Согласно решению Мосгорсуда 22 сентября 2005, обвинительный приговор в отношении Ходорковского, Платона Лебедева и Андрея Крайнова, вынесенный Мещанским судом Москвы, вступил в силу. Городской суд исключил лишь один эпизод и снизил наказание Ходорковскому и Лебедеву на один год до восьми лет лишения свободы. 16 ноября 2005 года РСПП удовлетворило просьбу Ходорковского о его освобождении от обязанностей члена Бюро правления данной организации
Расследование отдельных эпизодов деятельности других менеджеров ЮКОСа продолжалось и далее. Некоторые бывшие сотрудники ЮКОС получили политическое убежище за границей (например, Дмитрий Гололобов в Великобритании).
Важным результатом PR-кампании против процесса ЮКОСа стало появление термина «Басманное правосудие».
Согласно докладу службы рейтингов Standard & Poor's 2005 года, в декабре 2004 года государство устроило аукцион и продало подразделение «ЮКОСа» нефтедобывающую компанию «Юганскнефтегаз» в счёт уплаты налоговой задолженности «никому не известной фирме» (цитата) «Байкалфинансгруп» за сумму, эквивалентную 9,3 млрд долларов. Последняя была приобретена государственной нефтяной компанией «Роснефть» через 3 дня. Служба рейтингов отметила, что «Роснефть» своевременно не раскрыла ни условий и источников финансирования, ни процесса принятия решения.
С другой стороны, Владимир Путин в ответе на вопрос корреспондента сказал, что по сведениям, которые ему предоставили, акционеры «Байкал Финанс Групп» многие годы занимаются бизнесом в сфере энергетики.
Дочерняя «ЮКОСу» компания «Юганскнефтегаз» была наиболее прибыльным активом акционерного общества. В 2004 году доля годового объёма добычи нефти «Юганскнефтегаза» составляла 61 % от общей нефтедобычи НК «ЮКОС». Всё ещё нет решения по иску на сумму 500 млн долларов.
По утверждению Сергея Гуриева, первое дело ЮКОСа № 18-41/03, открытое в 2003 году, по состоянию на конец декабря 2013 года — не закрыто, а сам он до сих пор проходит по нему свидетелем. Каждые три месяца уголовное дело исправно продлевается компетентными органами.

### События в читинской исправительной колонии
До декабря 2006 года Ходорковский отбывал наказание в исправительной колонии № 10 общего режима города Краснокаменска Читинской области. Между тем, согласно статье 73 Уголовно-исполнительного кодекса РФ, осуждённые к лишению свободы отбывают наказание в исправительных учреждениях в пределах территории субъекта Российской Федерации, в котором они проживали или были осуждены. Глава Федеральной службы исполнения наказаний Юрий Калинин объяснил направление Ходорковского и Лебедева в отдалённые колонии отсутствием мест в расположенных рядом с Москвой колониях и необходимостью обеспечения безопасности Ходорковского и Лебедева. Ходорковский обжаловал в суд своё направление в отдалённую колонию, но безуспешно.
В колонии работой Ходорковского было шитьё рукавиц. В январе 2006 года Ходорковский был помещён на семь суток в штрафной изолятор за наличие у него документов, которые, по мнению администрации, осуждённым запрещено иметь при себе (в ходе проведённого обыска у Ходорковского были обнаружены и изъяты два приказа Министерства юстиции РФ и утверждённые этими приказами инструкции, касающиеся прав осуждённых, содержащихся в исправительных колониях). В марте 2006 года Ходорковский был помещён на семь суток в штрафной изолятор за «употребление пищи вне специально отведённого для этого места».
В ночь с 13 на 14 апреля 2006 года заключённый Александр Кучма порезал Ходорковскому лицо сапожным ножом. В январе 2009 года в Мещанский районный суд Москвы поступил иск А. Кучмы к Ходорковскому о возмещении морального вреда в сумме 500 тысяч рублей за якобы имевшие место сексуальные домогательства Ходорковского к Кучме. В феврале 2009 года бывший бригадир швейного цеха Краснокаменской колонии Денис Юринский рассказал, что, по его мнению, Кучма порезал Ходорковского ножом для того, чтобы его перевели из колонии в СИЗО, так как в начале 2006 года в Краснокаменскую колонию поместили человека, с которым у Кучмы несколько лет назад был конфликт в другой колонии. 25 февраля 2009 года Мещанский районный суд отклонил иск Кучмы. В мае 2011 года Кучма рассказал, что некие приехавшие в колонию два человека в штатском избив Кучму и, угрожая убить, заставляли его ударить спящего Ходорковского ножом в глаз, но Кучма решил нанести Ходорковскому лишь небольшую травму. Затем Кучму, по его словам, заставили перед камерой рассказывать, что он ударил Ходорковского ножом из-за сексуальных домогательств Ходорковского к нему.

### Второе дело
В декабре 2006 года Ходорковский вместе с Платоном Лебедевым был переведён в читинский следственный изолятор, где ему были предъявлены новые обвинения в рамках нового уголовного дела о хищении нефти.
Ходорковскому и Лебедеву инкриминировалось совершение преступлений, предусмотренных пп. «а», «б» ч. 3 ст. 160, ч. 3 ст. 174, ч. 4 ст. 160 и ч. 4 ст. 174-1 УК РФ (хищение чужого имущества, вверенного виновному, с использованием своего служебного положения организованной группой в крупном и особо крупном размерах, совершение с использованием своего служебного положения организованной группой в крупном размере финансовых операций и других сделок с денежными средствами и иным имуществом, приобретёнными заведомо незаконным путём, а также использование их для осуществления предпринимательской и иной экономической деятельности).
Сроки ознакомления с материалами дела, по сведениям прессы, затягивались, неоднократно продлевались, в деле постоянно появлялись новые доказательства и обстоятельства, и некоторые представители общественности даже предположили, что дело попытаются «замять». Однако в конце 2008 года суд ограничил сроки ознакомления с материалами дела, из чего следовало, что дело дойдёт до суда. В январе 2009 года, не ознакомившись полностью с материалами дела, Ходорковский и Лебедев подписали соответствующие документы.
16 февраля 2009 года в прессе появилась информация, что новые обвинения утверждены Генеральной Прокуратурой РФ — обвинительные заключения подписаны одним из заместителей генерального прокурора РФ. Объём обвинительного заключения составил, по словам адвоката Юрия Шмидта, 14 томов.
В феврале 2009 года Ходорковский и Лебедев были этапированы в Москву. 3 марта 2009 года Хамовнический районный суд города Москвы начал предварительные слушания по новому уголовному делу. Дело вёл председатель суда Виктор Данилкин. Ходорковскому и Лебедеву предъявили обвинения в том, что в составе организованной группы с основными акционерами ОАО НК «ЮКОС» и другими лицами в период до 12 июня 1998 года они похитили акции дочерних обществ ОАО «Восточная нефтяная компания» на сумму 3,6 млрд руб, в 1998—2000 годах были легализованы похищенные на эту же сумму акции дочерних обществ ОАО «Восточная нефтяная компания», а также в 1998—2003 годах они совершили хищение путём присвоения нефти ОАО «Самаранефтегаз», ОАО «Юганскнефтегаз» и ОАО «Томскнефть» на сумму более 892,4 млрд рублей и легализацию части этих средств в 1998—2004 годах в размере 487,4 млрд рублей и 7,5 млрд долларов. По данным защиты, в Хамовнический суд вместе с уголовным делом следствие направило сопроводительное письмо, в котором указало конкретного судью, который должен рассматривать это дело. По мнению защиты, это является нарушением закона.
В апреле 2009 года Ходорковский назвал в суде предъявленные ему обвинения абсурдом. Адвокат бизнесмена Наталья Терехова сообщила, что Ходорковского обвиняют в хищении всей нефти, которую добыла компания с 1998 по 2003 год, — это 350 миллионов тонн. «Но если всю нефть украли, то из каких средств компания платила работникам зарплату? А затраты на бурение скважин, разработку новых месторождений, покупку активов? Из каких средств компания заплатила более 40 миллиардов долларов налогов?» — недоумевала Терехова.
6 апреля 2010 года Ходорковский заявил в суде, что гособвинители относятся к нему как к лавочнику. Он отметил, что является специалистом, а не «лавочником, который только и умеет подсунуть гнилой товар покупателю».

#### Итоги суда по второму делу и протесты
30 декабря 2010 года суд признал Ходорковского и Лебедева виновными по статьям 160 и 174 часть 1 по второму делу ЮКОСа и постановил приговорить Михаила Ходорковского и Платона Лебедева к 14 годам заключения по совокупности приговоров с учётом ранее отбытого срока.
С осуждением приговора публично выступили Борис Акунин, Людмила Улицкая, Даниил Гранин, Олег Дорман, Александр Архангельский, Виктор Шендерович, Борис Немцов, Евгений Ясин.
14 февраля 2011 года было опубликовано интервью с Наталией Васильевой, пресс-секретарём Хамовнического суда, в котором она утверждала, что судья «советовался и прислушивался к мнению Мосгорсуда» и приговор навязан Данилкину против его воли. Судья назвал это утверждение клеветой, а в Мосгорсуде заявили о провокации.
Кассационным определением судебной коллегии по уголовным делам Московского городского суда от 24 мая 2011 года приговор Хамовнического районного суда в отношении Ходорковского и Лебедева был изменён и наказание им снижено до 13 лет лишения свободы каждому с отбыванием наказания в колонии общего режима.
27 мая 2011 года Ходорковский и Лебедев подали в Преображенский районный суд Москвы ходатайства об условно-досрочном освобождении, так как вменённые им статьи предусматривают такую возможность после отбытия половины срока лишения свободы, а из назначенных 13 лет они отбыли более семи с половиной. Суд оставил ходатайства без рассмотрения.
В июне 2011 года Ходорковский этапирован в исправительную колонию № 7 в городе Сегежа в Карелии и зачислен в отряд, который занимается работами по обеспечению жизнедеятельности колонии. О своём пребывании в колонии Ходорковский после освобождения поведал: «Там, где сидел я, царил образцовый порядок. Его начинали наводить, как мне рассказывали, за месяц до моего появления. Приезжал генерал лично выбирать для меня рабочее место, над которым висела камера <видеонаблюдения>… А когда переводили меня — переносили её».
24 февраля 2012 года адвокаты Ходорковского и Лебедева подали в Верховный суд РФ совместную надзорную жалобу на приговор по их второму делу.
В мае 2012 года судья Верховного суда РФ А. Воронов отказал в удовлетворении надзорной жалобы, однако 24 июля стало известно, что председатель Верховного суда РФ Вячеслав Лебедев отменил постановление Воронова и возбудил надзорное производство по делу.
2 августа 2012 года стало известно, что Ходорковский обратился к бизнес-омбудсмену РФ Борису Титову с просьбой провести общественную экспертизу по второму уголовному делу. В письме указал, что его приговор и приговор Платону Лебедеву стали «модельными» для ряда подобных дел, в связи с чем предпринимателям, работающим в России, необходимо знать о рисках, стоящих перед ними. Ходорковский просит Титова определить своё отношение к обоснованности второго уголовного дела с правовой и экономической позиций, и предпринять необходимые и возможные шаги для отмены приговора и освобождения осуждённых по данному делу.
В ответ Титов предложил Ходорковскому официально, по регламенту, обратиться в центр общественных процедур «Бизнес против коррупции». «Процедура работы в Центре предполагает ваше официальное обращение, юридический аудит и заключение Общественного совета», — разъяснил Ходорковскому Титов.
20 декабря 2012 года президиум Мосгорсуда, рассмотрев дело в надзорном порядке, снизил срок заключения Ходорковскому и Лебедеву с 13 до 11 лет. Это было мотивировано переквалификацией обвинения в связи с либерализацией УК РФ. Кроме того президиум Мосгорсуда исключил из обвинения указание о легализации денежных средств на сумму более 2 миллиардов рублей, посчитав её излишне вменённой. Также за истечением срока давности суд прекратил уголовное преследование по одному из эпизодов неуплаты налогов. В 2013 году Верховный суд РФ, рассмотрев новую надзорную жалобу, снизил срок заключения ещё на 2 месяца. В результате Лебедев должен быть освобождён 2 мая 2014 года, Ходорковский — 25 августа 2014 года.
24 апреля 2013 года, накануне рассмотрения «Болотного дела» и «дела Навального», в газете «Ведомости» была опубликована статья Ходорковского «О политических преследованиях в России». Автор призвал «всех приличных людей» к публичной солидарности и отдельно обратился к коллегам-бизнесменам с предложением взвесить для себя негативные последствия политических процессов 2013 года.

### Рассмотрение дела ЮКОСа в Европейском суде по правам человека
В конце мая 2011 года Европейский суд по правам человека, рассматривая обстоятельства первого дела в отношении Ходорковского, признал, что были нарушены отдельные права предпринимателя, однако отказался признавать само дело политически мотивированным. Такое решение суд вынес по первой жалобе Михаила Ходорковского, поданной в ЕСПЧ ещё до вынесения приговора по первому уголовному делу против него. В этой жалобе ещё не было представлено достаточно доказательств политической мотивированности «дела ЮКОСа».

«Для суда представленных доказательств политической мотивированности дела оказалось недостаточно. Позднее у нас появилось большое количество аргументов: позиция правозащитных организаций, резолюции парламентов демократических стран, в которых установили политическую мотивированность дела, — но эти факты будут изучены при рассмотрении последующих жалоб»— Адвокат Юрий Шмидт
Акционеры ЮКОСа подали жалобу на действия российских властей в ЕСПЧ, она была принята к рассмотрению 30 января 2009 года. В своей жалобе акционеры ЮКОСа просили признать незаконными действия властей России, заявляя, что у них незаконно отобрали собственность, ссылаясь на нарушение положений Конвенции о защите прав и основных свобод, касающихся права на справедливое судебное разбирательство и защиты собственности. Заявители потребовали возместить свой ущерб от этих действий на сумму 98 млрд долларов. 20 сентября 2011 года ЕСПЧ принял постановление по иску акционеров ЮКОСа, иск был удовлетворён частично. Как сказал бывший главный юрист ЮКОСа Дмитрий Гололобов, в своём решении ЕСПЧ фактически признал, что ЮКОС оптимизировал налоги незаконно, а российское государство, борясь с ЮКОСом, хотя и «перегнуло палку» в некоторых местах, но в целом действовало обоснованно и с законными целями. По мнению Гололобова, признание со стороны ЕСПЧ справедливости начисления налогов на ЮКОС фактически означает и признание того, что Михаила Ходорковского «абсолютно законно осудили по налоговому эпизоду, по так называемому первому делу».
Ходорковский и Лебедев в 2005—2006 годах подали в ЕСПЧ новые жалобы, касающиеся первого уголовного дела. В 2010—2011 годах жалобы были признаны приемлемыми по ряду заявленных нарушений Европейской конвенции о защите прав человека и основных свобод (ЕКПЧ).
В июле 2013 года ЕСПЧ вынес постановление по этим жалобам. ЕСПЧ усмотрел ряд нарушений (в частности, статей 8 и 34 ЕКПЧ и ст. 1 первого протокола к ней — об унизительном обращении и о праве на справедливый суд), но по ряду статей не усмотрел нарушений (в том числе статей 7 и 18). По статьям 3, 5 и 6 Конвенции нарушения были констатированы, но в отношении не всех событий, на которые жаловались Ходорковский и Лебедев.

### Третье дело
10 декабря 2013 года в прессе появилась информация, что новым, третьим по счёту, делом Ходорковского занимается Следственный департамент МВД РФ. 19 декабря на пресс-конференции в ЦМТ В. Путин сказал, что не видит перспектив в третьем деле Ходорковского. На следующий день был подписан указ о помиловании бизнесмена.

### Реакция на уголовное преследование Ходорковского
После завершения первого процесса над Ходорковским Фонд «Общественное мнение» провёл опрос россиян об отношении к делу Ходорковского. На вопрос «Какие мысли, чувства возникают у Вас, когда Вы слышите слова „Дело ЮКОСа“» самый большой процент набрал ответ «Вор должен сидеть в тюрьме» (11 %). На втором и третьем местах оказались ответы «Наказание М. Ходорковского справедливо» (8 %) и «М. Ходорковский оказался крайним в политической игре» (6 %).
Согласно опросу, проведённому «Левада-центром» в феврале 2007 года, 19 % россиян были за досрочное освобождение Ходорковского, против его освобождения — 44 % россиян.
Осенью 2012 года за досрочное освобождение Ходорковского были 30 % опрошенных россиян (из них 6 % определённо за) и большинство москвичей; против освобождения — 23 % россиян (из них 7 % определённо против). 38 % населения считали, что суд над Ходорковским и Лебедевым не был независимым, а находился под давлением власти (так считали 27 % опрошенных в октябре 2011 года, все данные по опросам «Левада-центра»).
| Вы лично были бы за или против досрочного освобождения Ходорковского? (опросы проводил Левада-Центр) | Вы лично были бы за или против досрочного освобождения Ходорковского? (опросы проводил Левада-Центр) | Вы лично были бы за или против досрочного освобождения Ходорковского? (опросы проводил Левада-Центр) | Вы лично были бы за или против досрочного освобождения Ходорковского? (опросы проводил Левада-Центр) | Вы лично были бы за или против досрочного освобождения Ходорковского? (опросы проводил Левада-Центр) | Вы лично были бы за или против досрочного освобождения Ходорковского? (опросы проводил Левада-Центр) |
| --- | --- | --- | --- | --- | --- |
| Ответ                                                                                                | Февраль 2007                                                                                         | Октябрь 2007                                                                                         | Сентябрь 2011                                                                                        | Март 2012                                                                                            | Октябрь 2012                                                                                         |
| определённо за                                                                                       | 5 | 5 | 8 | 5 | 6 |
| скорее за                                                                                            | 14                                                                                                   | 17                                                                                                   | 23                                                                                                   | 21                                                                                                   | 24                                                                                                   |
| скорее против                                                                                        | 22                                                                                                   | 21                                                                                                   | 15                                                                                                   | 21                                                                                                   | 16                                                                                                   |
| определённо против                                                                                   | 22                                                                                                   | 11                                                                                                   | 5 | 11                                                                                                   | 7 |
| затрудняюсь ответить                                                                                 | 36                                                                                                   | 46                                                                                                   | 49                                                                                                   | 42                                                                                                   | 48                                                                                                   |

Согласно опросу ВЦИОМ, проведённому летом 2008 года, за условно-досрочное освобождение Ходорковского выступали 18 % опрошенных, 47 % — против, остальные затруднились ответить.
Согласно опросу ВЦИОМ, проведённому весной 2012 года, 44 % опрошенных склоняются к тому, что Ходорковский отбывает наказание за совершённые им экономические преступления, 19 % — к тому, что он находится в колонии по политическим мотивам, 27 % заявили, что не знают ничего о Ходорковском и его деле, 10 % затруднились ответить.
Некоторые общественные деятели и организации расценили приговор как преследование по политическим мотивам, инициированное российским политическим руководством в качестве мести Ходорковскому за его финансовую поддержку оппозиционных партий — КПРФ и «Яблоко». По мнению других наблюдателей, Ходорковский получил по заслугам.
На Западе решение суда по делу Ходорковского вызвало бурную реакцию. Как отмечает эксперт Германского совета по внешней политике Александр Рар, на Западе существовало двоякое отношение ко всему, что происходило по поводу процесса над Ходорковским. Есть достаточно людей в деловой среде и в политике, которые в открытую не высказываются, но при этом считают, что Ходорковский получает по делу. Эти люди помнят, что в 1990-е, когда они хотели выйти на российский рынок, именно олигархи типа Ходорковского им дорогу туда закрывали. Рар также отмечает, что есть много правозащитных и неправительственных организаций, считающих своим долгом защищать правовую систему в России от произвола, защищать права человека, того же Ходорковского, который в их глазах не отличается от диссидентов.
Международная правозащитная организация Amnesty International меняла свою позицию по вопросу о Ходорковском. В апреле 2005 года организация, несмотря на многочисленные обращения российских правозащитников, отказала Ходорковскому в статусе узника совести и политзаключённого и усомнилась в том, что он находится в тюрьме только лишь из-за своей мирной политической деятельности. 19 мая 2011 года организация повторно ответила отказом на обращение с призывом признать Ходорковского узником совести, мотивируя это тем, что может признать таковым лишь того человека, насчёт которого убеждена, что ни одно из криминальных обвинений против него не является обоснованным. Однако уже 24 мая 2011 года организация неожиданно пересмотрела свои взгляды и, не давая оценку законности первого приговора в отношении Ходорковского, присвоила ему статус «узника совести» на основании того, что второй приговор был, с точки зрения «Международной амнистии», политически мотивирован.
С позиции Парламентской ассамблеи Совета Европы, а также некоторых российских и зарубежных политиков Ходорковский является политическим заключённым.
Гарри Каспаров критиковал преследование Ходорковского: 
Его преступлением стало не то, что он не заплатил налоги. Как раз наоборот. Его преступлением стало то, что он регулярно платил налоги непосредственно в налогово-финансовое управление. Он хотел быть независимым и честным, что по неписаным законам путинского режима является преступлением.
По мнению кандидата юридических наук, бывшей судьи Мосгорсуда Ольги Кудешкиной (с нарушением закона отстранена «за умышленное умаление авторитета судебной власти»), Московский городской суд под председательством Ольги Егоровой работает в сговоре с прокуратурой и оказывает давление на судей, чтобы те выносили нужные решения.
Арест и суд над Ходорковским вызвал недовольство властей США. Госдепартамент США заявил, что арест Ходорковского «вызывает подозрения в произвольном использовании судебной системы» и нанесёт серьёзный вред западным инвестициям. Влиятельный американский политический деятель Ричард Перл в интервью газете «Коммерсантъ» назвал кампанию против Ходорковского и «ЮКОСа» «произвольной, мстительной и капризной» и потребовал исключить Россию из «Большой восьмёрки». Конгрессмен Том Лантос совместно с сенаторами Джо Либерманом и Джоном Маккейном подготовил проект резолюции Конгресса об исключении России из «большой восьмёрки» за арест Ходорковского — которая в конечном итоге не была принята. Вместо этого в декабре 2003 года американский сенат принял резолюцию, призывающую российские власти обеспечить справедливое и открытое судебное расследование дела. В палате представителей резолюция о приостановлении членства РФ в «Большой восьмёрке» была принята лишь комитетом по международным делам в конце марта 2004 года.
В ноябре 2003 года старший редактор журнала Forbes Пол Хлебников писал: «Арест Ходорковского вовсе не является началом кампании против богачей. Он также не является примером репрессии по сфабрикованному обвинению, подобной сталинским показательным процессам. Напротив, слишком многих других российских крупных бизнесменов можно было бы обвинить в преступлениях, приписываемых Ходорковскому. Мы наблюдаем, как агонизирует клептократическая система ельцинской России. Вопиющий пример порочности приватизационной эпохи — пресловутые залоговые аукционы 1995—1997 годов, обеспечившие Ходорковскому его состояние. <…> Покупая у государства активы в ходе такой закулисной сделки и по столь заниженной цене, вы рискуете, что ваши права на новую собственность никогда не будут надёжно защищены. Сограждане будут считать вас мошенником, а государство — скорее хранителем активов, чем их подлинным владельцем».
Как утверждал в 2005 году эксперт по внешней политике Александр Рар, канцлер Германии Герхард Шрёдер полностью поддерживает процесс против Ходорковского — он убеждён в том, что надо наказывать тех людей, которые «годами не платили налогов, которые занимались подкупом Думы, участвовали в коррупционных сделках, которых в России в своё время было немало».
В июне 2005 года управляющий директор международного инвестиционного фонда Hermitage Capital Management Уильям Браудер заявил, что Ходорковский «совершенно справедливо получил то, что заслужил». По мнению Браудера, может быть, можно найти политические мотивы в том, что эти обвинения были предъявлены только ему, в то время как другие олигархи, которые делали то же самое, продолжают спокойно жить, но, на его взгляд, «нельзя приравнивать Ходорковского к Нельсону Манделе». Впоследствии сам Браудер был изгнан из России и заочно осуждён.
Лидер ЛДПР Владимир Жириновский 6 июня 2005 года в интервью газете «КоммерсантЪ» назвал приговор слишком мягким, заявил, что Ходорковский и Лебедев заслужили пожизненное лишение свободы как мошенники и финансовые махинаторы, и потребовал не только отстранить от работы прокурора по делу ЮКОСа, но и возобновить расследование в отношении осуждённых.
28 июня 2005 года в газете «Известия» на правах рекламы было опубликовано «письмо пятидесяти» — «Обращение деятелей культуры, науки, представителей общественности в связи с приговором, вынесенным бывшим руководителям НК „ЮКОС“», выражающее поддержку обвинительному приговору. Авторы письма выразили недовольство в связи с тем, что «с новой силой зазвучали голоса сомневающихся в справедливости принятых решений», а обсуждение приговора по их мнению «носит характер дискредитации всей судебной системы, государства и общества и ставит под сомнение основы законности и порядка в стране». 11 сентября 2009 года, по прошествии четырёх лет после опубликования «письма пятидесяти», известная фигуристка Ирина Роднина заявила, что не ставила своей подписи под этим письмом и осудила саму форму подобного обращения. Другая из подписантов, Анастасия Волочкова, 2 февраля 2011 года в интервью Радио «Свобода» объяснила свою подпись недоразумением, в результате которого была введена единороссами в заблуждение относительно содержания письма. В рамках того же проекта Радио «Свобода» 4 февраля 2011 года сожаление по поводу своей подписи под эти письмом выразил Александр Буйнов: «У меня есть ощущение, что я тогда вляпался. Во всяком случае, бывают безумные поступки, за которые стыдно… Если интервью Радио Свобода хватит для моего отречения, я готов сейчас это сказать».
В июле 2005 года Альфред Кох утверждал, что бизнес-сообщество узнало о том, что Ходорковский демократ, после того, как его посадили в тюрьму, до этого момента его считали удачливым бизнесменом и ловким жуликом.
18 ноября 2005 года Сенат США принял резолюцию № 232, подготовленную сенаторами Обамой, Байденом и Маккейном, по поводу уголовного преследования Ходорковского и Лебедева. В резолюции, в частности, говорилось: «В судебных расследованиях, которые представляют угрозу для властей, суд в России является инструментом Кремля, такой суд не может быть ответствен и независим».
В связи с предъявлением в 2006 году новых обвинений госдеп США вновь подверг российские власти жёсткой критике, указав, что эти обвинения вызывают серьёзные вопросы относительно верховенства закона в России, независимости судов, исполнения контрактов, неприкосновенности собственности, а также отсутствия предсказуемой налоговой политики в России.
Адвокат Ходорковского Роберт Амстердам в 2007 году опубликовал «белую книгу» с утверждениями о злоупотреблениях государственной властью в Российской Федерации, упоминая нарушения закона в преследовании Ходорковского и его коллег.
В июле 2008 года радиостанция «Эхо Москвы» утверждала, что российские и международные правозащитные организации считают Ходорковского политическим заключённым.
В июле 2009 года Людмила Алексеева писала о том, что по её мнению «самым важным в деле экс-руководителей „ЮКОСа“ является не его крайняя политизированность, а полное отсутствие в нём правосудия». Неоднократно посещая судебные заседания в Хамовническом суде, Алексеева отмечала, что в деле ЮКОСа закон нарушается самым наглым и злостным образом.
Наталья Фатеева назвала дело ЮКОСа «беззаконием и воровством». Народная артистка России считает, что «и человек, не вооружённый знаниями юриспруденции, имея разум, может очень быстро понять, что всё это такая фальшивка, что просто удивительно».
Редакция «Эхо планеты» подсчитала, что для хищения 350 миллионов тонн нефти понадобились бы железнодорожные составы общей длиной 122500 километров.
17 октября 2010 года режиссёр Станислав Говорухин в программе Познер на Первом канале сказал, что не жалеет о том, что подписал «Письмо 50», с поддержкой уголовного преследования Ходорковского, так это объяснив:

Нет, не сожалею. Я не очень, конечно, понимаю всю эту подоплёку, то есть я её понимаю, но, пожалуй, выразить не смогу. Но меня смущает другое. Правая рука Ходорковского, некий Невзлин, знакомый вам персонаж, осуждён пожизненно, заочно, правда.<…> Правая рука Ходорковского тоже — у него было две правых руки — Алексей Пичугин осуждён пожизненно за доказанные заказные убийства. В своё время, когда убили мэра Нефтеюганска Владимира Петухова, весь Нефтеюганск — это ещё Ходорковский не сидел — вышел с плакатами на демонстрацию, на которых было написано: «Ходорковский — убийца». Предположить, что Ходорковский ничего этого не знал и к этому не причастен, очень трудно, согласитесь. Вот, поэтому я подписал это письмо. В этом признался и Владимир Владимирович Путин не так давно — в том, что там, во многом, всё происходит от того, что этот человек замешан в этих инцидентах.— Станислав Говорухин. «Познер», телепередача, 17 октября 2010 года
В сентябре 2010 года премьер-министр России В. Путин назвал Ходорковского убийцей и бандитом. Данная тема в контексте убийства мэра Петухова много лет активно муссировалась государственными СМИ, с акцентом на том, что убийство произошло в день 35-летия Ходорковского и якобы было ему подарком ко дню рождения. Несмотря на это, обвинения в причастности к убийству Петухова 26 июня 1998 года, к другим убийствам, которые инкриминировались подчинённому Ходорковского, начальнику службы безопасности ЮКОСа Пичугину, следствием и судом главе компании не предъявлялись. После своего освобождения в декабре 2013 года Ходорковский особо отметил, что остаётся загадкой всего расследования, «почему эта дубинка — организация убийств — так и не была пущена <следствием> в дело?». Бизнесмен всегда утверждал, что не имеет никакого отношения к убийству мэра Петухова.
30 декабря 2010 года после окончания оглашения обвинительного приговора адвокат Ходорковского Вадим Клювгант назвал произошедшее «преступной расправой и сфальсифицированным делом». Адвокат сообщил о намерениях инициировать уголовное преследование всех причастных к этому делу.
Открывая 10 января 2011 года заседание подкомитета Европарламента по правам человека, его глава, депутат из Финляндии Хейди Хаутала назвала решение Хамовнического суда «провалом судебной системы России, выставляющим модернизационную программу президента Медведева на посмешище».
В июле 2012 года президент банка ВТБ Андрей Костин в эфире телеканала BBC заявил о целесообразности освобождения Ходорковского, мотивируя тем, что предприниматель отсидел уже достаточно и для Владимира Путина полезно выпустить его сейчас.

### Голодовки
Ходорковский четырежды за время своего заключения объявлял голодовки.
Впервые он объявил сухую голодовку 23 августа 2005 года в знак солидарности с Платоном Лебедевым, содержавшимся в карцере. Она была прекращена 26 августа, когда Ходорковский узнал о переводе Лебедева из карцера в общую камеру.
В начале мая 2006 года Ходорковский держал «сухую» голодовку, протестуя против помещения его в одиночную камеру.
В конце января 2008 года, находясь в СИЗО в Чите, Ходорковский объявил голодовку, требуя освободить из-под стражи тяжело больного Василия Алексаняна. Эта голодовка продолжалась две недели. Вначале она была «сухой», но спустя несколько дней экс-глава «ЮКОСа» стал пить воду. Голодовка была прекращена в связи с переводом Алексаняна в гражданскую клинику.
17 мая 2010 года Ходорковский объявил голодовку в связи с тем, что суд, рассматривающий второе дело, продлил срок его содержания под стражей. Ходорковский счёл продление ареста противоречащим новому закону, который запрещает заключать под стражу обвиняемых в экономических преступлениях без достаточных оснований. После того как пресс-секретарь президента России Д. Медведева сообщила, что глава государства знаком с содержанием письма Ходорковского председателю Верховного суда РФ, 19 мая Ходорковский прекратил голодовку.

## Освобождение и эмиграция

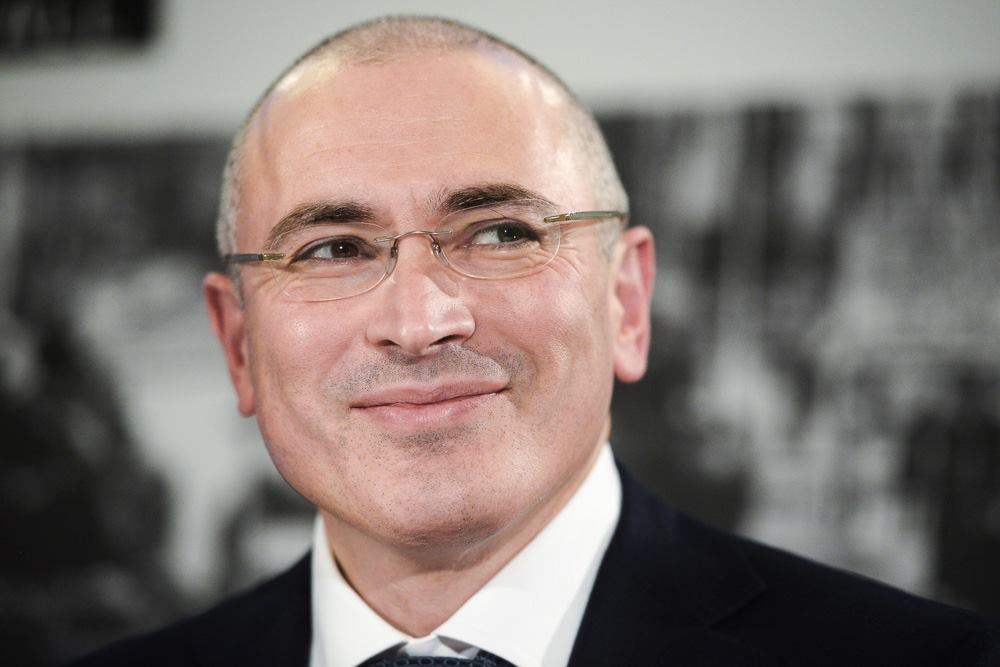
Михаил Ходорковский на первой пресс-конференции после своего освобождения, 22 декабря 2013

19 декабря 2013 года Владимир Путин на ежегодной пресс-конференции заявил, что Ходорковский, согласно его прошению, в ближайшее время будет помилован. Путин объяснил помилование Ходорковского гуманными соображениями, связанными с болезнью его матери. На следующее утро указ был подписан, и Ходорковский вышел на свободу. Всего в заключении бизнесмен провёл более 10 лет, по точным подсчётам прессы — 3709 дней.
20 декабря 2013 года Владимир Путин подписал Указ «О помиловании Ходорковского М. Б.». Был освобождён ночью, столь поспешно, что Ходорковскому не выдали справку об освобождении, не дали времени сменить костюм заключённого на повседневную одежду. Колонию в Сегеже покинул на служебном автомобиле УФСИН, проследовавшем в Дом приёмов УФСИН, а оттуда — в аэропорт Петрозаводска. Там его ждал литерный самолёт Ту-134, на котором Ходорковский прибыл в Санкт-Петербургский аэропорт Пулково, где его отпустил конвой. Из Пулкова на частном самолёте Cessna, предоставленном бывшим главой МИД ФРГ Хансом-Дитрихом Геншером, вылетел в Берлин.
Годовая шенгенская виза была поставлена уже по прилёте в Германию в загранпаспорт, оформленный после освобождения.
В специальном заявлении Ходорковского, распространённом по его прибытии в Берлин, уточнено, что вопрос о признании им вины в прошении о помиловании в связи с семейными обстоятельствами, направленном Путину 12 ноября, не ставился.
Освобождения Ходорковского в течение 2,5 лет по закрытым дипломатическим каналам добивалось правительство Германии: дважды этот вопрос на встречах с Путиным затрагивал бывший глава МИД ФРГ Ханс-Дитрих Геншер; по свидетельствам научного директора Германо-российского форума политолога Александра Рара, тема постоянно поднималась на встречах представителей Германии и России. По разъяснению Геншера, им двигали гуманитарные соображения в отношении человека, с которым он прежде несколько раз встречался.
Освобождение Ходорковского приветствовали власти США, Великобритании, Германии, Евросоюза.
В ночь на 22 декабря 2013 года, находясь в Берлине, Ходорковский дал первое телеинтервью на свободе журналистам канала «Дождь» Ксении Собчак и Михаилу Зыгарю.
На большой пресс-конференции в Берлине в музее Берлинской стены у бывшего Чекпойнт Чарли 22 декабря Ходорковский объявил, что после обретения свободы у него нет планов заниматься бизнесом и политикой, спонсировать российскую оппозицию; он намерен сконцентрироваться на общественной деятельности, в том числе на освобождении политических заключённых в России.
С тремя бывшими партнёрами по ЮКОСу Михаил Ходорковский остался владельцем инвестиционного фонда Quadrum Atlantic SPC, владеющего активами на сумму в два миллиарда долларов. Общее состояние Ходорковского на лето 2016 года оценивалось примерно в 500 миллионов долларов.

### Новые судебные решения
25 декабря 2013 года председатель Верховного суда РФ В. Лебедев возбудил надзорное производство в связи с обжалованием второго дела ЮКОСа. На следующий день Лебедев издал постановление, где предписал смягчить наказание Ходорковскому и П. Лебедеву по второму делу, мотивируя это нарушениями, допущенными в Мосгорсуде и в Судебной коллегии по уголовным делам Верховного суда РФ.
23 января 2014 года Президиум Верховного суда РФ в рамках надзорного производства признал законным приговор Мещанского суда Москвы в части взыскания более 17 млрд рублей с Ходорковского и Лебедева по первому делу ЮКОСа. Комментируя постановление, Верховный суд разъяснил, что имущественный вред государству был причинён «преступными действиями осуждённых Ходорковского и Лебедева, которые совершили уклонение от уплаты налогов путём незаконного включения в налоговые декларации сведений о наличии налоговых льгот». Нарушения, имевшие место в деле, по мнению Верховного суда, не ставят под сомнение справедливость судебного разбирательства и законность обвинительного приговора. В июне 2016 года было объявлено, что в счёт этого долга с М. Б. Ходорковского Федеральная служба судебных приставов взыскала 10 тысяч евро, которые ему присудил ЕСПЧ в качестве компенсации морального вреда и которые должно ему было выплатить Министерство юстиции Российской Федерации.
28 июля 2014 года опубликован вердикт Международного арбитражного суда в Гааге по делу ЮКОСа, обязывающий Российскую Федерацию выплатить истцам, компании Group Menatep Limited (GML), 50 млрд долларов, а также компенсировать судебные издержки в 65 млн долларов. В ноябре 2014 года это решение было обжаловано Россией, а 20 апреля 2016 года голландский суд (а именно — окружной суд Гааги) аннулировал решение международного арбитража о присуждении компенсации в 50 млрд долларов США бывшим акционерам ЮКОС’а.
31 июля 2014 года Европейский суд по правам человека обязал Россию выплатить бывшим акционерам ЮКОСа компенсацию в размере 1,86 млрд евро, а также судебные издержки — 300 тысяч евро.

### Возобновление общественно-политической деятельности

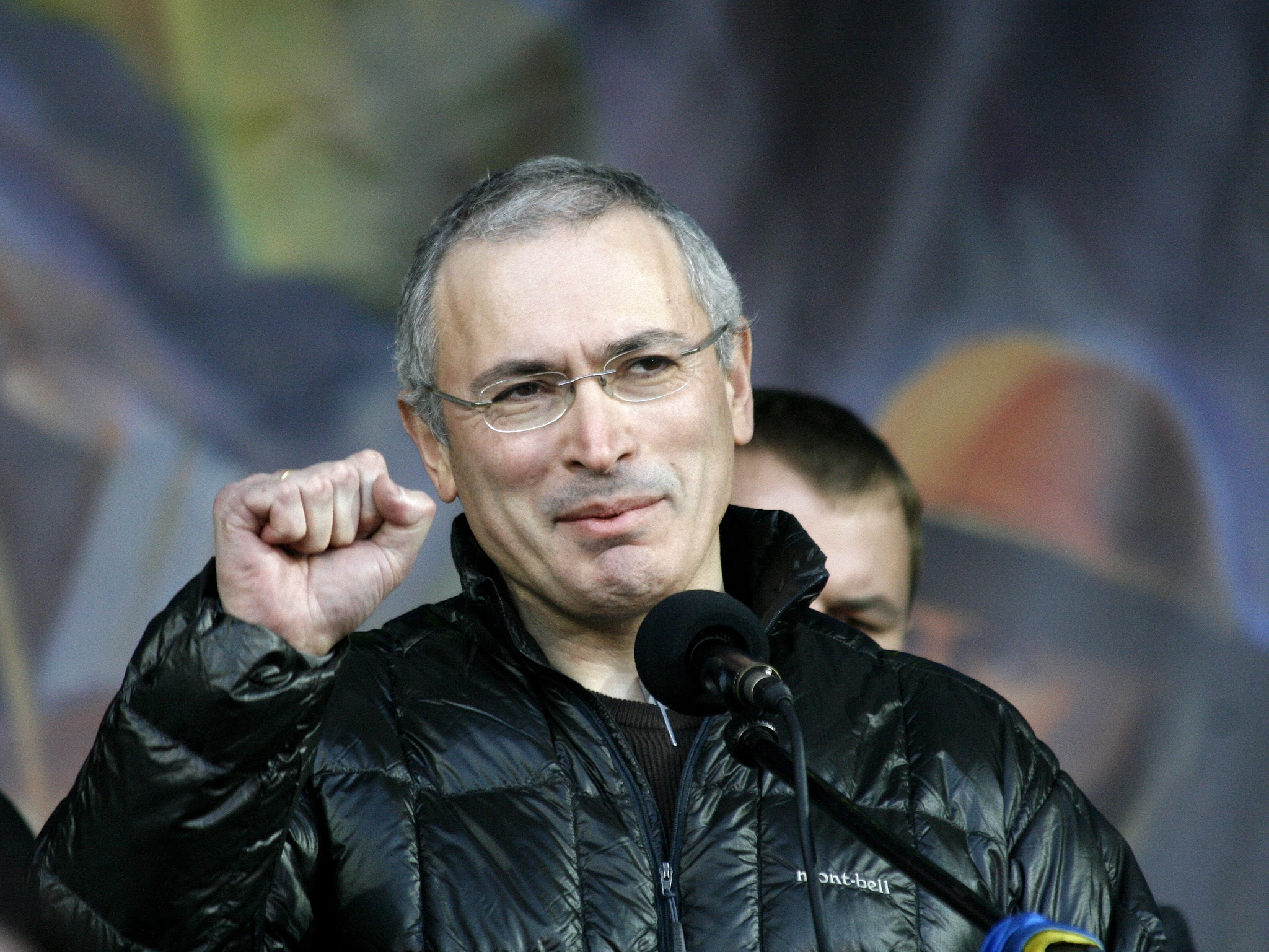
Михаил Ходорковский в Киеве, 2014 год

4 марта 2014 года Ходорковский объявил, что готов быть миротворцем в ситуации на Украине. 9 марта 2014 года выступил в Киеве на Евромайдане по приглашению Юрия Луценко, где критиковал российские власти, а тех, кого российские федеральные каналы именуют «украинскими националистами», назвал «прекрасными людьми, отстоявшими свою свободу». После начала протестов на юго-востоке Украины пытался посетить Донецкую областную государственную администрацию, но не был допущен туда вооружёнными людьми.
20 сентября 2014 года из Парижа Ходорковский участвовал в онлайн-форуме по перезапуску «Открытой России». Из его выступления на этом форуме наблюдатели сделали вывод, что Ходорковский намерен возобновить политическую деятельность с целью построения сетевой горизонтальной структуры. Заявления Ходорковского сводились к тому, что оппозиции «надо самоорганизовываться перед выборами в Госдуму 2016 года», поскольку выборы — это уязвимое место действующей российской власти. Там же, в Париже, на фестивале, посвящённом 70-летию газеты Le Monde, Ходорковский заявил, что готов стать президентом России и взять на себя ответственность «провести конституционную реформу, главным в которой является перераспределение президентской власти в пользу суда, парламента и гражданского общества».
С весны по лето 2014 года вместе с Борисом Зиминым вёл переговоры с покинувшим Lenta.ru топ-менеджерами и журналистами по вопросу инвестирования в новый проект. Переговоры закончились ничем из-за споров по вопросам функционирования издания и управления им. Осенью 2014 года вышеуказанными журналистами был открыт проект Meduza.
Осенью 2014 года был запущен сайт «Открытая Россия», главным редактором стала Вероника Куцылло, переговоры о запуске начались весной. С начала функционирования издание специализировалось на правозащитной тематике, в дальнейшем расширило сферу интересов.
По мнению Михаила Зыгаря, возобновив деятельность своего фонда «Открытая Россия», Ходорковский «набрал на работу безумное количество журналистов, которые не очень чётко понимали, что от них хочет Ходорковский». Освободившись из заключения, в качестве своего советника Ходорковский принял на работу и политтехнолога Станислава Белковского, с публикации в 2003 году доклада которого «В России готовится олигархический переворот» и началось уголовное преследование Ходорковского.
В 2017 году Ходорковский основал два либеральных оппозиционных интернет-издания — «МБХ Медиа» и «Открытые медиа».
В мае 2019 года осудил начатую Алексеем Навальным и его соратниками кампанию против «коллаборантов» — известных людей, собравшихся баллотироваться в Мосгордуму. Самый громкий медийный конфликт при этом разгорелся между юристом Фонда борьбы с коррупцией (ФБК) Любовью Соболь и учредителем благотворительного фонда «Вера» Нютой Федермессер.
В июне 2019 года в ряде американских СМИ появилась информация от некой британской «исследовательской группы», спонсируемой Ходорковским, согласно которой в 2018 году Москва намеревалась развязать в США расовую войну вплоть до возможного создания «негритянской республики» на территории ряда штатов на юго-востоке страны.
В июле 2019 года в «Независимой газете» отмечалось, что Ходорковский, осмысливая возможные сценарии транзита власти в России после ухода Владимира Путина, стал агитировать за более мягкий подход российской оппозиции к части госслужащих и даже к властной элите.
С 2022 года работает YouTube-канал «Ходорковский LIVE».
В мае 2024 года на фоне конфликта с соратниками Алексея Навального из-за выхода фильма «Предатели» о событиях 1990-х годов написал в социальных сетях пост о том, что готов дать «грантик кому-нибудь из облыжно обозванных на судебную разборку». Ему написал открытое письмо включённый в список из более 6 тысяч российских «коррупционеров и разжигателей войны» журналист Олег Кашин с просьбой помочь в организации судебного процесса о клевете, выразив мнение, что в список он попал из-за конфликта с руководством организации, а формальной причиной выступил предвоенный пост с призывом «не забывать, кто в этом конфликте наши».
В январе 2025 года Михаил Ходорковский, получивший приглашение от избранного президента США Дональда Трампа, посетил церемонию его инаугурации.

### Новые обвинения
7 декабря 2015 года стало известно, что Следственным комитетом РФ против Ходорковского выдвинуто официальное обвинение по уголовному делу об убийстве мэра Нефтеюганска Владимира Петухова, произошедшем в 1998 году. На следующий день, комментируя вызов Ходорковского на допрос, его пресс-секретарь Ольга Писпанен сообщила, что бывший глава компании ЮКОС не намерен приезжать в Россию.
Генеральная прокуратура РФ усмотрела в высказываниях Ходорковского признаки экстремизма; его заявления истолкованы надзорным ведомством как призыв к совершению революции в качестве единственного и необходимого способа замены власти, для чего им уже предпринимаются определённые меры.
11 февраля 2016 года Ходорковский объявлен в международный розыск через Интерпол по делу об убийстве мэра Нефтеюганска Петухова. На следующий день, 12 февраля, Интерпол отклонил запрос национального бюро организации в Москве на объявление в розыск Ходорковского.
20 мая 2022 года Министерство юстиции России внесло Ходорковского в список физических лиц «иностранных агентов», обосновав это получением денег из Украины.

### Отношение к президентским выборам 2024 года
По мнению Ходорковского, оппозиции следует выдвинуть единого кандидата, программа которого должна состоять из двух пунктов: прекращение войны и проведение честных выборов. Поддержал акцию «Полдень против Путина».

## Награды и премии
- Благодарность президента Российской Федерации (28 декабря 1998 года) — за большой вклад в обеспечение проведения 100-й конференции Межпарламентского союза[292].
- Благодарность Президента Российской Федерации (25 июля 1996 года) — за активное участие в организации и проведении выборной кампании Президента Российской Федерации в 1996 году[293].
- В 2010 году получил ежегодную литературную премию журнала «Знамя» в номинации «Глобус»[294] за «Диалоги» Ходорковского с писательницей Людмилой Улицкой, опубликованные в десятом (октябрьском) номере «Знамени» за 2009 год[295].
- 14 декабря 2010 года получил медаль имени доктора Райнера Хильдебрандта (Rainer Hildebrandt International Human Rights Award), немецкую награду за правозащитную деятельность.
- 15 декабря 2011 года Ходорковский назван в числе пяти номинантов и награждён дипломом премии имени Андрея Сахарова «За журналистику как поступок»[296][297].
- В сентябре 2013 год удостоен ежегодной премии Леха Валенсы за «смелость в продвижении ценностей гражданского общества, решительность в утверждении основ экономической свободы и стойкую борьбу за справедливость и человеческое достоинство»[298].
- 3 декабря 2016 года получил польскую премию «Рыцарь свободы» за продвижение демократических ценностей, свободы и справедливости[299].

## Личная жизнь
- Первая супруга — Елена Добровольская; по признанию Ходорковского, его первый студенческий брак был неудачным, однако у него сохранились хорошие отношения с бывшей женой[300].
  - Сын Павел (1985 года рождения), живёт в США.
    - Две внучки; старшая — Диана (родилась в декабре 2009 года)
- Вторая супруга (с 1991 года) — Инна Валентиновна Ходорковская (родилась 24 марта 1969 года), на тот момент сотрудница банка «МЕНАТЕП».
  - Дочь — Анастасия (род. 26 апреля 1991). Фотограф
  - Сыновья-близнецы: Глеб  и Илья (родились 17 апреля 1999)[301], по состоянию на 2013 год жили и учились в Швейцарии[302]. По состоянию на 2020 год Илья работал медиком на скорой помощи в Лондоне, а Глеб учился там же на фармаколога.

В марте 2014 года Ходорковский обосновался в швейцарской общине Рапперсвиль-Йона в кантоне Санкт-Галлен. В этом местечке он за 11,5 тысяч франков в месяц арендовал виллу. Получил вид на жительство в Швейцарии. По состоянию на 2016 год постоянно жил в Лондоне.
По словам матери, Ходорковский является атеистом. Однако протоиерей Алексий Уминский, общавшийся с Ходорковским во время его пребывания в тюрьме, утверждает, что к началу их знакомства «вопрос существования Бога для него уже был внутренне решён».

## Резонанс в культуре
- Ходорковскому посвящено несколько музыкальных произведений: Симфония № 4 Арво Пярта (2008), «Ангелы печали» Гии Канчели (2013).
- В 2015 году в Вене поставлена опера «Ходорковский»: музыка Периклиса Лиакакиса (Греция); либретто Кристины Торнквист (Австрия)[305][306].

## Фильмы о Ходорковском
- Документальный фильм «Власть» (режиссёр Катрин Коллинз, США, 2010);
- Документальный фильм «Ходорковский» (режиссёр Кирилл Туши, Германия, 2011);
- Документальный фильм «Ходорковский. Труб(п)ы» (режиссёр Андрей Караулов, Россия, 2011);
- Документальный фильм «Мишень для игры в дартс» (режиссёр Андрей Караулов, Россия, 2012);
- Документальный фильм Гражданин Х (режиссёр Алекс Гибни, США, 2019)[308].
- Документальный сериал «Предатели» (режиссёр Мария Певчих, ФБК, 2024)[309].

### Политические и программные печатные статьи Ходорковского
- Ходорковский М. Кризис либерализма в России. Ведомости. khodorkovsky.ru (29 марта 2004). Дата обращения: 21 декабря 2013.
- Ходорковский М. Собственность и свобода. Ведомости. khodorkovsky.ru (28 декабря 2004). Дата обращения: 21 декабря 2013.
- Ходорковский М. Левый поворот. Ведомости. khodorkovsky.ru (1 августа 2005). Дата обращения: 21 декабря 2013.
- Ходорковский М. Левый поворот-2. КоммерсантЪ. khodorkovsky.ru (11 ноября 2005). Дата обращения: 21 декабря 2013.
- Ходорковский М. 2007 год может стать поистине переломным в новейшей истории человечества. The Economist. khodorkovsky.ru; archive.org (20 ноября 2006). Дата обращения: 21 декабря 2013.
- Ходорковский М. Мораль и справедливость. Портал «Всероссийский гражданский конгресс». civitas.ru (1 октября 2007). Дата обращения: 21 декабря 2013.
- Ходорковский М. Левый поворот-3. Глобальная perestroika. Ведомости. khodorkovsky.ru (7 ноября 2008). Дата обращения: 21 декабря 2013.
- Ходорковский М. Россия в ожидании суда. КоммерсантЪ-Власть, № 23(826). khodorkovsky.ru (15 июня 2009). Дата обращения: 21 декабря 2013.
- Ходорковский М. Поколение М. Ведомости (21 октября 2009). Дата обращения: 21 декабря 2013.
- Ходорковский М. «Узаконенное» насилие. Независимая газета. ng.ru (3 марта 2010). Дата обращения: 21 декабря 2013.
- Ходорковский М. Власти не хватает добра и терпимости. Независимая газета. ng.ru (24 декабря 2010). Дата обращения: 21 декабря 2013.

### Интервью
- Фантастические письма. echo.msk.ru (2009). — Переписка Бориса Стругацкого и Михаила Ходорковского. Дата обращения: 21 декабря 2013.
- Разговор писателя Григория Чхартишвили (Б.Акунин) с Михаилом Ходорковским. Esquire. khodorkovsky.ru (3 октября 2008). Дата обращения: 21 декабря 2013.
- Скворцова Е. Михаил Ходорковский: «Я знаю, зачем живу. Завидуйте, кто понимает». Собеседник, № 10. sobesednik.ru (17 марта 2009). Дата обращения: 21 декабря 2013. Архивировано из оригинала 24 декабря 2013 года.
- Улицкая — Ходорковский. Без протокола. Новая газета, № 100. novayagazeta.ru (11 сентября 2009). — Беседа писательницы Людмилы Улицкой с з/к Михаилом Ходорковским. Дата обращения: 21 декабря 2013.
- Ходорковский — об олигархах, Ельцине и тюрьме / вДудь, 8 августа 2017.
- Ходорковский — девяностые и «Предатели» / вДудь, 22 мая 2024.

### Видео
- Фашизм: объясняю на котах / Коты Ходорковского на YouTube
- Видеопортрет Михаила Ходорковского на сайте www.newstube.ru
- Интервью Михаила Ходорковского ведущему программы «Момент истины» А. Караулову (канал ТВЦ) 20 июля 2003 года
- Выдержки из интервью Ходорковского на ТВЦ 20 июля 2003 года
- Интервью Михаила Ходорковского Липецкому телеканалу 14 октября 2003 года
- «Осень в семье Ходорковских» — документальный фильм снятый незадолго до ареста в октябре 2003 года
- Первое выступление Ходорковского на судебном процессе 2009 года 31 марта 2009 года
- Ходорковский вызывает Путина в суд 31 марта 2009 года
- Последнее слово Михаила Ходорковского 2 ноября 2010 года
- «Ходорковский. Труб(п)ы» — фильм Андрея Караулова
- Герой или предатель? Ходорковский. Портрет олигарха, которого боялся Путин // «Продолжение следует»